# Kastell Gholaia

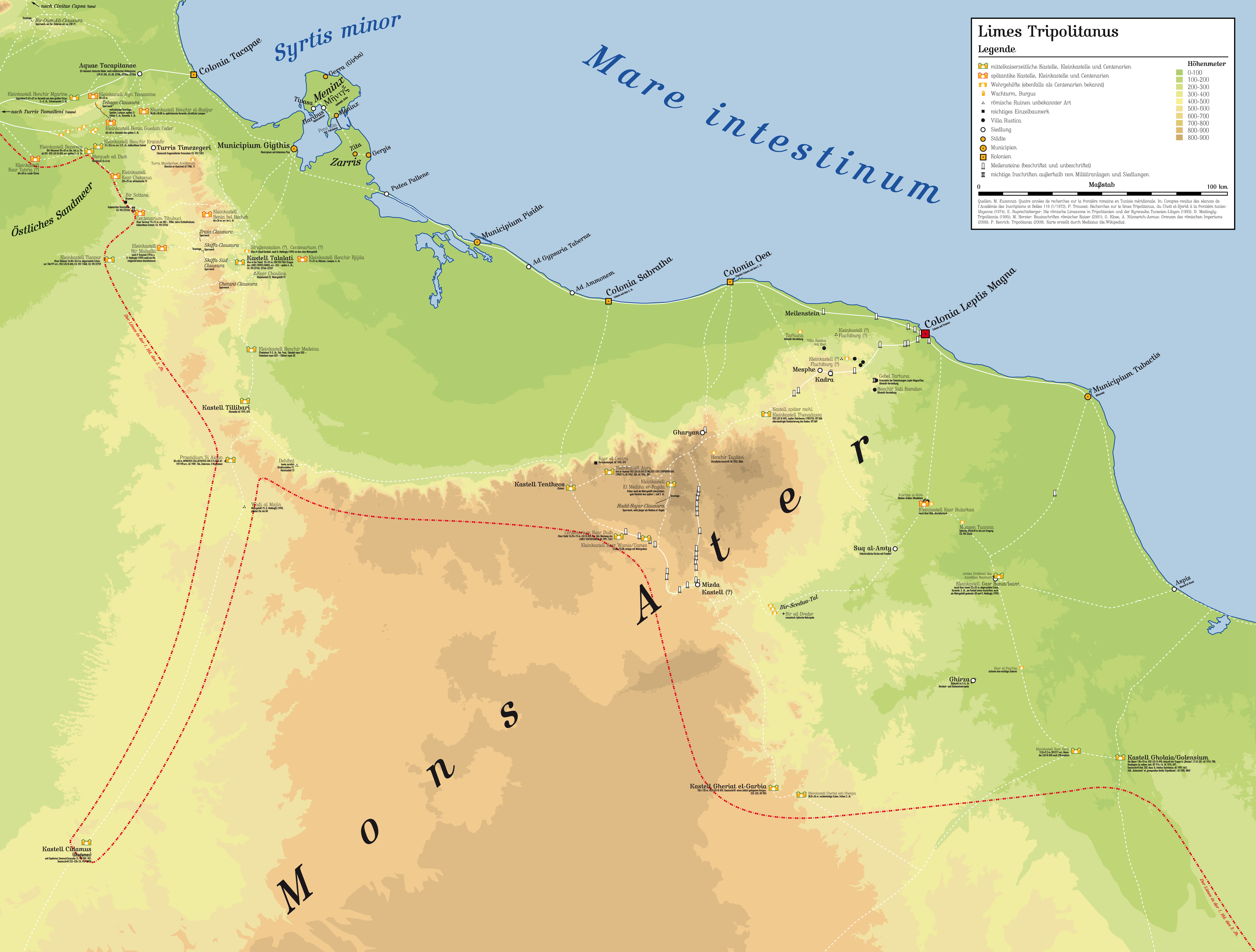
Der Limes Tripolitanus mit dem Kastell Gholaia ganz rechts

Das Kastell Gholaia, das antike Quellen auch als castra Chol(aia), [G]olas; sowie auf der Tabula Peutingeriana als Chosol überliefern, ist ein römisches Militärlager, das für Sicherungs- und Überwachungsaufgaben am vorderen Limes Tripolitanus, einem tiefgestaffelten System von Kastellen und Militärposten, in der römischen Provinz Africa proconsularis zuständig war. Ein Außenposten des Kastells, das Kleinkastell Gasr Zerzi, wurde mit knapp 30 Kilometern einen Tagesmarsch westlich von Gholaia errichtet. Gholaia liegt südlich der Oase von Bu Njem am Rande der Sahara im Munizip Surt in Libyen. Die Anlage befand sich im östlichsten Abschnitt des tripolitanischen Limes. Die vielen epigraphischen Hinterlassenschaften sind ein beispielhaftes Zeugnis für die fortgeschrittene Verschriftlichung während der Zeit des Prinzipats in einer afrikanischen Provinz und geben einen intensiven Einblick in die Organisation und das Leben des Grenzschutzkommandos und seiner Offiziere. Gholaia wurde durch die jahrzehntelangen Arbeiten des französischen Archäologen René Rebuffat (1930–2019) zu dem am besten erforschten tripolitanischen Limeskastell.

## Lage
Die Oase Bu Njem, rund 100 Kilometer landeinwärts von der nördlich gelegenen Mittelmeerküste entfernt und rund 280 Kilometer südlich von Tripolis, bot dem römischen Generalstab gute militärstrategische Möglichkeiten zur Verteidigung und zur Beobachtung des Limes Tripolitanus, der während der mittleren Kaiserzeit weit nach Süden vorgeschobenen Grenze des römischen Reiches. Neben diesen Vorteilen war auch die verkehrsgeographische Lage ausschlaggebend für die Errichtung eines bedeutenden Kastells. So führten wichtige Verkehrswege von Bu Njem nach Südwesten sowie nach Süden über die Giofra-Oasen in den Fessan. Richtung Osten konnte der Reisende über Augila und die Oase Siwa bis in die Provinz Aegyptus gelangen. Die Oase selbst, die um 1954 von etwa 150 Palmen gebildet wurde, besaß damals rund 20 Brunnen mit einer Tiefe von fünf bis 15 Metern, von denen die meisten ein ungenießbares Wasser führten. Rund drei Kilometer nordöstlich des Kastells befindet sich in einer natürlichen Senke ein kleiner See, der von einer üppigen Vegetation umgeben ist. Möglicherweise entnahmen die römischen Soldaten von dort das Wasser für ihre Garnison.
Das Kastell wurde südlich der eigentlichen Oase in leichter Hanglage errichtet. Die Südfront der Anlage mit der Porta principalis dextra, dem Südtor und dem Praetorium, dem Wohnhaus des Kommandanten, liegt damit gut fünf Meter höher, als die Porta principalis sinistra, das Nordtor und das Militärbad an der nördlichen Via sagularis, der Lagerringstraße.
Gholaia befindet sich im Steppenbereich des semiariden libyschen Tieflands am Rande der Sahara. Östlich befindet sich das Wadi Bay al-Khaib, das weiter nördlich im großen Wadi Bay al-Kabir mündet. Die undatierte metrische Bauinschrift des Centurios Q(uintus) Avidius Quintianus aus dem Frigidarium (Kaltbad) der von ihm erbauten Thermen von Bu Njem ermahnte seine Soldaten, sich bei der sengenden Hitze zu entspannen. Eine zweite, auf das Jahr 203 n. Chr. datierbare Bauinschrift aus dem Militärbad, stellt höchstwahrscheinlich den zeitlichen Kontext her. Die Übersetzung der Inschrift des Q(uintus) Avidius Quintianus folgt der des Altphilologen Stephan Busch:
Quaesii multum quot(!)

memoriae tradere

Agens prae cunctos in

hac castra milites

Votum communem(!) pro-

que reditu exercitus

Inter priores et fu-

turos reddere

Dum quaero mecum dig-

na divom nomina

Inveni tandem nomen

et numen deae

Votis perennem(!) quem(!)

dicare in hoc loco

Salutis igitur quan-

dium(!) cultores sient

Qua potui sanxi nomen

et cunctis dedi

Veras salutis lymphas

tantis ignibus

In istis semper ha-

renacis(!) collibus

Nutantis aust(e)ri solis

flammas fervidas

Tranquille ut nando

delenirent corpora-

Ita tu qui sentis mag-

nam facti gratiam

Aestuantis animae

fucilari(!) spiritum

Noli pigere laudem

voce reddere

Veram qui voluit

esse te sanum tibi

Set(!) protestare vel

salutis gratia
Übersetzung: „Ich habe viel überlegt, was ich, indem ich vor allen Soldaten in diesem Lager handle, unter den Vorderen [= Centurionen], auch unter den zukünftigen, als gemeinsames Gelübde für die <glückliche> Rückkehr des Heeres überliefern und ablegen sollte. Während ich die Namen hierfür würdiger Gottheiten erwog, fand ich schließlich den Namen und das göttliche Wesen einer Göttin, die ich mit meinen Gelübden an diesem Orte für alle Zeit weihen könnte. Solange es also Verehrer der Salus [= Gesundheit] gibt, <für so lange> habe ich, soweit ich konnte, ihren Namen geweiht, und allen habe ich die Nymphen [das Wasser gegeben] die wahrhaft zur Gesundheit gehören, weil so starkes Feuer in diesen Sanddünen immerzu herrscht: damit ihre Körper die lodernden Flammen der brennenden Sonne des Südens bei ruhigem Schwimmen lindern. Du also, der du große Dankbarkeit für die Tatsache verspürst, daß der Atem deines vor Hitze glühenden Lebenshauchs wiederbelebt wird, sei nicht verdrossen, dein wahrhaftiges Lob mit der Stimme zu verkünden <für den>, der wollte, daß du gesund bist. Doch lege Zeugnis ab wenigstens um der Gesundheit willen.“
Der Archäologe David Mattingly dachte bei den „lodernden Flammen der brennenden Sonne des Südens“ an den heißen Wüstenwind (Ghibli), der auch in anderen antiken Quellen erwähnt wird. Zudem stützen diese Quellen die Vermutung, dass es in der Antike weder reichliche noch zuverlässige Niederschläge gab. Die Verse der Inschrift sind als Akrostichon gestaltet, das den Namen des Stifters, Q(uintus) Avidius Quintianus preisgibt. Unter anderen haben der Althistoriker Konrad Vössing (1997) sowie Busch (1999) das Epigramm studiert und kamen unabhängig voneinander zu dem Schluss, dass die sprachlichen Formen offenbar an 18 relativ korrekt verwendete Senare geknüpft sind. Beide Wissenschaftler hielten diese Senare in der angesetzten Entstehungszeit von 203 n. Chr. für ein ungewöhnliches beziehungsweise beachtliches Metrum. Dies weist auf den hohen Bildungsstand des Stifters hin, der sich vielleicht von einem Fachmann beraten ließ. An den sprachlich nicht so gelungenen Stellen kann das Metrum durch leichte Anpassungen wiederhergestellt werden. Vielleicht wurde eine korrekte Vorlage vom Steinmetz nicht ganz so korrekt übertragen.

## Forschungsgeschichte
Der bis heute immer wieder von Sanddünen verschüttete Garnisonsort wurde von dem britischen Seefahrer und Forschungsreisenden George Francis Lyon (1795–1832) im Jahr 1819 entdeckt. Seine damals angefertigte Zeichnung vom Nordtor des Kastells, das zu dieser Zeit noch aus drei Geschoßen bestand, ist heute für die Wissenschaft von unschätzbarem Wert. Auch nachfolgende Reisende haben wichtige Beobachtungen gemacht. Durch den Bau des rund einen Kilometer östlich gelegenen kleinen osmanischen Forts im Jahre 1843, das die italienischen Besatzer 1914 und 1927 bis 1942 renovierten, wurde die archäologische Stätte als Steinbruch missbraucht und ausgeplündert. Insbesondere das bis dahin ausgezeichnet erhaltene Nordtor wurde von den Osmanen bis auf die Grundmauern abgebrochen. Andererseits führten diese Zerstörungen 1927 zur Entdeckung des innerhalb der Umfassungsmauer gelegenen Badgebäudes und der oben bereits wiedergegebenen metrischen Bauinschrift des Quintus Avidius Quintianus durch italienische Soldaten.
Im Jahr 1892 veröffentlichte der Historiker und Epigraphiker René Cagnat (1852–1937) eine erste Skizze des Kastells, die der Afrikaforscher Henri Duveyrier (1840–1892) bei einem Besuch der Oase 1861 angefertigt hatte. Den ersten genaueren Plan der Anlage erstellte jedoch erst der britische Archäologe Richard Goodchild (1918–1968) auf der Grundlage von Feldbegehungen und Luftbildern.
Um konstruktive Details noch erhaltener römischer Kastelltoranlagen zu studieren, besuchte 1961 der provinzialrömische Archäologe Dietwulf Baatz (1928–2021) den Platz. Analog übertrug er seine zur Diskussion gebrachten Beobachtungen auf zeichnerische Rekonstruktionen der Torbauten am Kastell Hesselbach, ein Kastell, das er von 1966 bis 1968 ergrub.
Ab 1967 begann eine französische Grabungsmannschaft unter der Leitung des Archäologen René Rebuffat (1930–2019) mit umfangreichen Ausgrabungen und Untersuchungen an dem Fundplatz. Dabei beschränkten sich die Franzosen nicht nur auf die militärischen Einrichtungen, sondern forschten ebenso im zum Kastell gehörenden Vicus (Lagerdorf) sowie im Hinterland. Die Feldarbeiten, die international als herausragend anerkannt wurden, endeten 1977. Im Jahr 1980 war das Projekt abgeschlossen. Neben den ausgegrabenen Bauresten hatte Rebuffat eine große Menge an epigraphischen Zeugnissen vorzuweisen. Im Jahr 2000 konnten 11 Graffiti in altlibyscher Schrift, 34 lesbare lateinische Steininschriften, eine lateinische Bronzeinschrift, 151 in Tinte auf Amphorenfragmenten (Ostraka) geschriebene militärische Korrespondenzen und Morgenmeldungen sowie etwa vierzig brauchbare Wandgraffiti für die wissenschaftliche Bearbeitung herangezogen werden. Außerdem wurden diverse Stempel, Marken und Graffiti auf Amphoren, Lampen und einem Ziegel geborgen. All diese Dokumente konzentrieren sich auf eine relativ kurze Zeitspanne zwischen 201 und spätestens 263 n. Chr.
Der britische Archäologe Derek A. Welsby, der selbst 1981 am Kastell Gheriat el-Garbia forschte, wies 1988 auf die von ihm erarbeitete Tatsache hin, dass die beiden tripolitanischen Kastelle Gholaia und Gheriat el-Garbia, die so gut wie zeitgleich von Vexillationen der Legio III Augusta errichtet wurden, auch die am besten erhaltenen militärarchitektonischen Baumuster der Prinzipatszeit in Steinbauweise sind.

## Baugeschichte

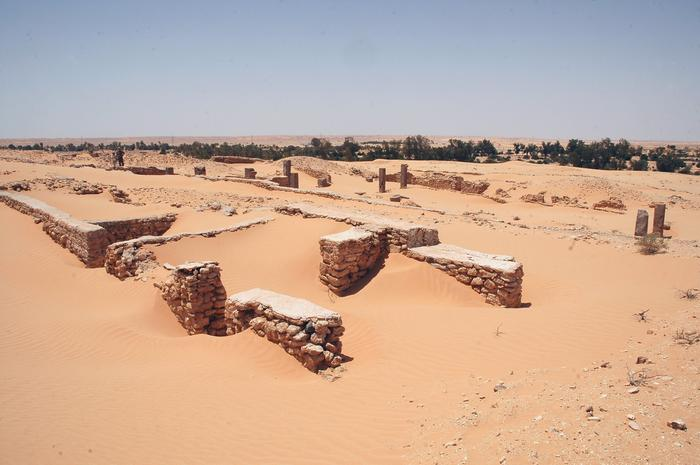
Die vom Sand verschütteten Baureste des Kastells: Blick von Südosten über das Praetorium im Vordergrund und die Principa auf die Oase Bu Njem (2008)

Während der Regierungszeit des Kaisers Septimius Severus (193–211) wurde ein großes militärisches Ausbauprogramm am Limes Tripolitanus begonnen und die Grenze weit nach Süden vorverlegt. Römische Heeresverbände stießen in dieser Phase aggressiver Expansion meist entlang wichtiger Transsahara-Routen vor und schoben gleichzeitig die Reichsgrenze bis an den Rand der Wüste heran. Mit dem Ausbau von Wehranlagen entlang der neu geschaffenen Limeslinie war diese Periode expansiver geographischer Ausdehnung in Tripolitanien abgeschlossen.
Wie bereits die britische Archäologin Olwen Brogan (1900–1989) an anderen Kontrollpunkten der tripolitanischen Grenzlinie argumentierte, plante der verantwortliche Stab mit den Grenzschutzmaßnahmen möglicherweise, die Wanderbewegungen der Händler, Einheimischen und Hirtennomaden – genannt werden auf den Ostraka von Gholaia die Garamanten – am Rand der Sahara besser überwachen zu können und gleichzeitig Roms Macht mit einer Vielzahl von Stützpunkten und Wachposten entlang des Limes zu verdeutlichen. Nach Brogan sollte der auf eine Wechselweidewirtschaft ausgelegte Jahreszyklus der Nomaden und ihre Übertritte in die fruchtbaren Regionen des Nordens kontrollierbar werden. Dafür spricht, dass die in Gholaia geborgenen Ostraka die Beteiligung der regulären Truppe an routinemäßigen polizeilichen Aufgaben sowie die Überwachung von Zivilisten bestätigen. Mattingly konnte sich hingegen auch kriegerische Ursachen für die Vorverlegung und den Ausbau des Limes vorstellen.
Die Gründung der Oasengarnison von Gholaia kann inschriftlich nachvollzogen werden. Die hierher dislozierte Vexillation der Legio III Augusta erreichte den Platz am 24. Januar 201 und begann zügig damit, das Kastell zu errichten. Noch im selben Jahr waren die vier Tore der Anlage übergabefertig.
Die älteste bekannte Inschrift ist ein Weihealtar für den Schutzgeist (Genius loci) von Gholaia. Sie muss, der Inschrift entsprechend, vor dem Bau des Kastells, also 201, aufgestellt worden sein:
Genio Gholaiae

pro salute Auggg(ustorum)

C(aius) Iuulius(!) Dignus

[|(centurio)] leg(ionis) III Aug(ustae) p(iae) v(indicis)

qui [pr]imo die

quo ad locum

ventum est

ubi domini nnn(ostri)

castra fieri

iusserunt lo-

cum consecravit

et ex p[---]
Übersetzung: „Dem Schutzgeist von Gholaia, zum Heil der Erhabenen, Gaius Julius Dignus, Centurio der Dritten Legion Augusta, die Pflichtbewusste, die Beschützende, am ersten Tag, als sie an den Ort gekommen ist, wo unsere Herren befahlen, das Kastell zu errichten, hat er Platz weihen lassen und aus p[---]“

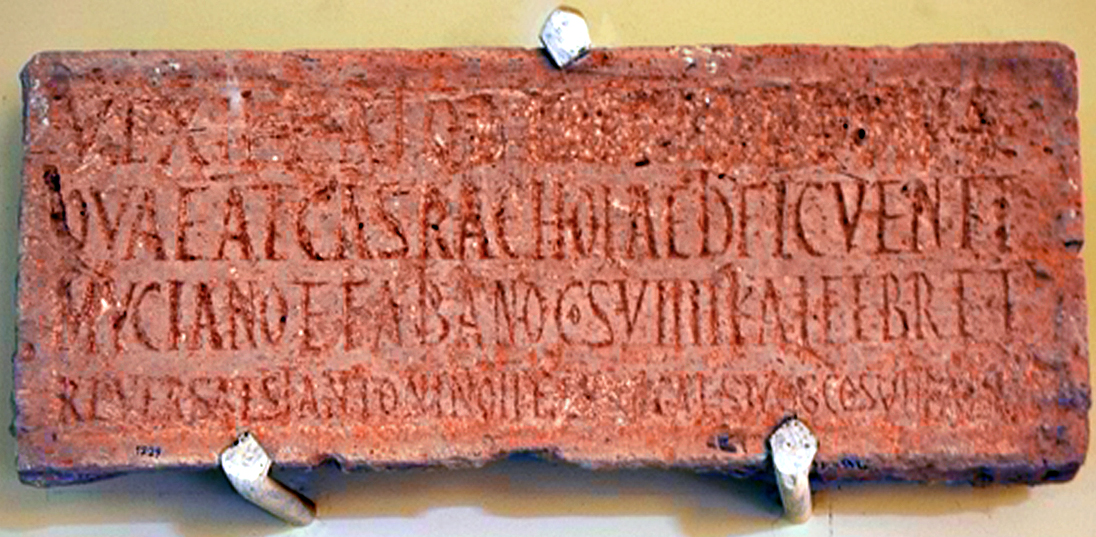
Die Inschrift vom Türsturz zur Cella des Vanammon-Tempels mit dem Gründungsdatum Gholaias; Leptis Magna Museum

Die taggenaue Rückdatierung zu dem Gründungsereignis liefert die Inschrift vom Türsturz zur Cella des Vanammon-Tempels. Darin wird berichtet, dass die Vexillation nach ihrer Ankunft in Gholaia und dem Abschluss der wichtigsten Baumaßnahmen offenbar wieder ausrückte und erst am 26. Dezember 205 zurückkehrte. Rebuffat hat dies, wie weiter unten ausführlich erläutert, mit einer anfänglichen Doppelspitze in der Vexillationsführung zu erklären versucht. Es ist auch nicht damit zu rechnen, dass das noch nicht vollständig fertiggestellte Kastell jahrelang ohne irgendeine Mindestbesatzung verlassen wurde.
Vexillatio leg(ionis) [III Aug(ustae) p(iae) v(indicis) S(everianae)]

quae at [=ad] castra Chol(aiae) aedific(anda) venit

Muciano et Fabiano co(n)s(ulibus) VIIII Kal(endas) Febr(uarias) et

reversa est Antonino II et Geta Caes(are) Augg(ustis) co(n)s(ulibus) VII Kal(endas) Ian(uarias)
Übersetzung: „Die Vexillation der Dritten Legion Augusta, die Pflichtbewusste, die Beschützende, die Severische, welche zur Errichtung des Kastells Cholaia gekommen ist, als Marcus Nonius Arrius Mucianus und Lucius Annius Fabianus Konsulen waren, am 24. Januar 201 und zurückgekehrt sind, als Antoninus II. und Geta, die Caesaren, die Erhabenen, Konsulen waren, am 26. Dezember 205.“
Die Bauinschrift an einem der Kastelltore, das unter der Statthalterschaft des Quintus Anicius Faustus entstand, lautet:
Imp(eratori) Caes(ari) L(ucio) Septimio

Severo Pio Pertina-

ci Aug(usto) tr(ibunicia) p(otestate) IX imp(eratori) co(n)s(uli) II p(atri) p(atriae) et

Imp(eratori) Caes(ari) M(arco) Aurelio An-

tonino Aug(usto) tr(ibunicia) p(otestate) IIII et

[L(ucio)] Sept(imio) [Getae] Caes(ari) Aug(usto) Q(uinto) Anicio

Fausto leg(ato) Augg(ustorum) co(n)s(ulari) [leg(ionis) III Aug(ustae) P(iae) V(indicis)]
Übersetzung: „Dem Imperator Caesar Lucius Septimius Severus Pius Pertinax, dem Erhabenen, zum neunten Mal Inhaber der tribunizischen Gewalt, dem Feldherrn, zum zweiten Mal Konsul, Vater des Vaterlandes und dem Imperator Caesar Marcus Aurelius Antoninus, zum vierten Mal Inhaber der tribunizischen Gewalt und Lucius Septimius Geta, dem Caesar, dem Erhabenen, Quintus Anicius Faustus, dem konsularischen Statthalter, die Dritte Legion Augusta, die Pflichtbewusste, die Beschützende.“
Zu Gholaia entstand im selben Zeitraum mit Gheriat el-Garbia weiter östlich das größte tripolitanische Grenzkastell. Neben dem ebenfalls wichtigen, von einer Vexillation der Legio III Augusta errichteten Kleinkastell Bezereos (Bir Rhezen) wurde auch das weit über den eigentlichen Grenzverlauf vorgeschobene Kastell Cidamus (Ghadames) in die Jahre zwischen 209 und 211 n. Chr. belegt. Zu den weiteren Neuanlagen dieser Zeit könnten das insbesondere von Mattingly postulierte rückwärtige Kastell Thenadassa (Ain Wif), sowie das durch eine zwischen 197/198 und 211 n. Chr. datierte Bauinschrift bestätigte Auru (Ain el-Auenia) gehören. In Ain el-Auenia war erneut eine Vexillation der Legio III Augusta sowie die Erste Kohorte der syrischen Bogenschützen (Cohors I Syrorum sagittariorum) mit den Bauarbeiten betraut. Ein weiterer Neubau der Zeit war das Kleinkastell Gasr Zerzi. Dort bestätigen gleich zwei Bauinschriften eine Errichtung um 209 n. Chr.

### Umfassungsmauer und Tore

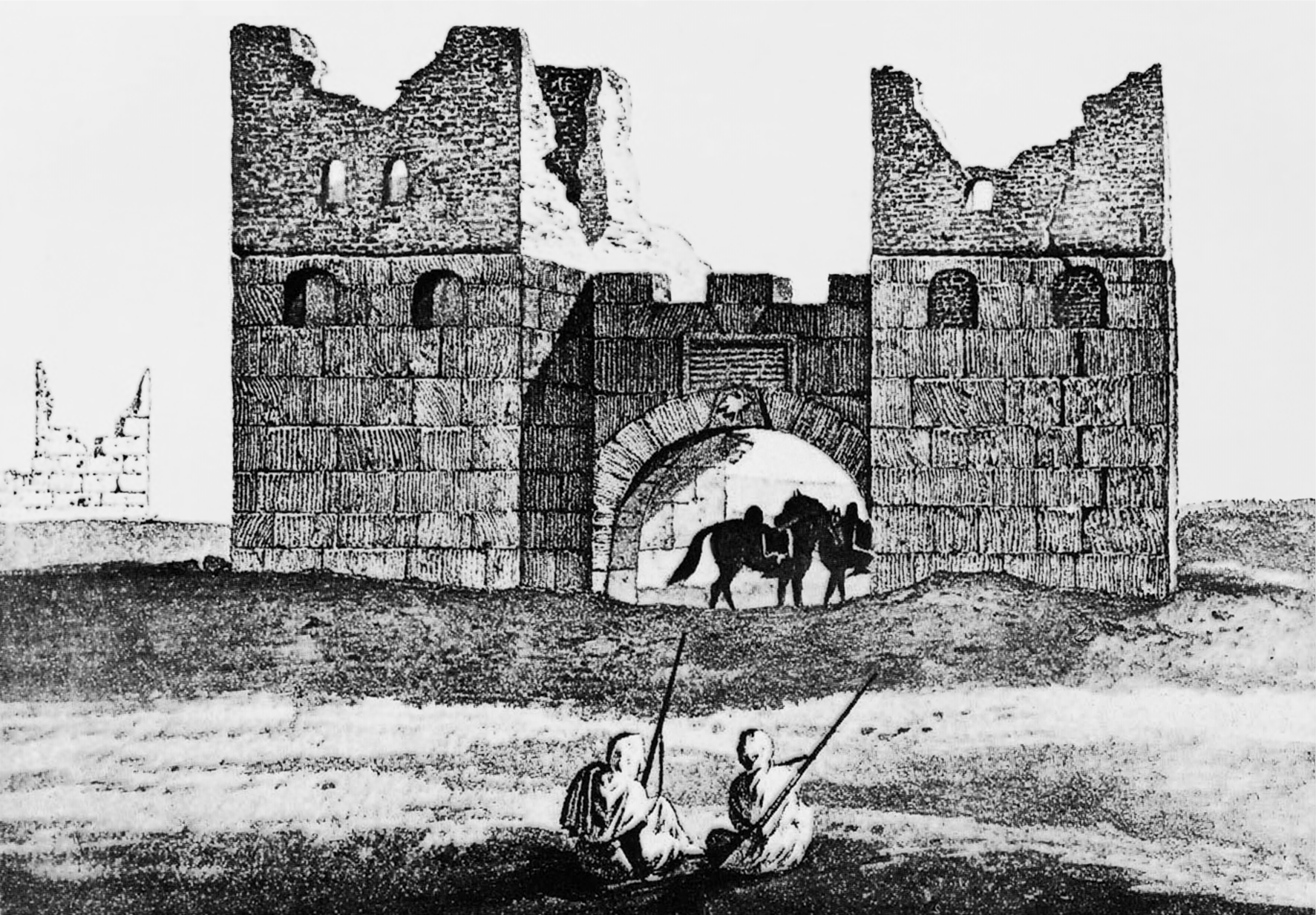
Die Porta principalis sinistra, das Nordtor, das 1819 noch in einem ausgezeichneten Zustand erhalten war. Zu sehen ist u. a. die Inschrift CIL VIII 6.

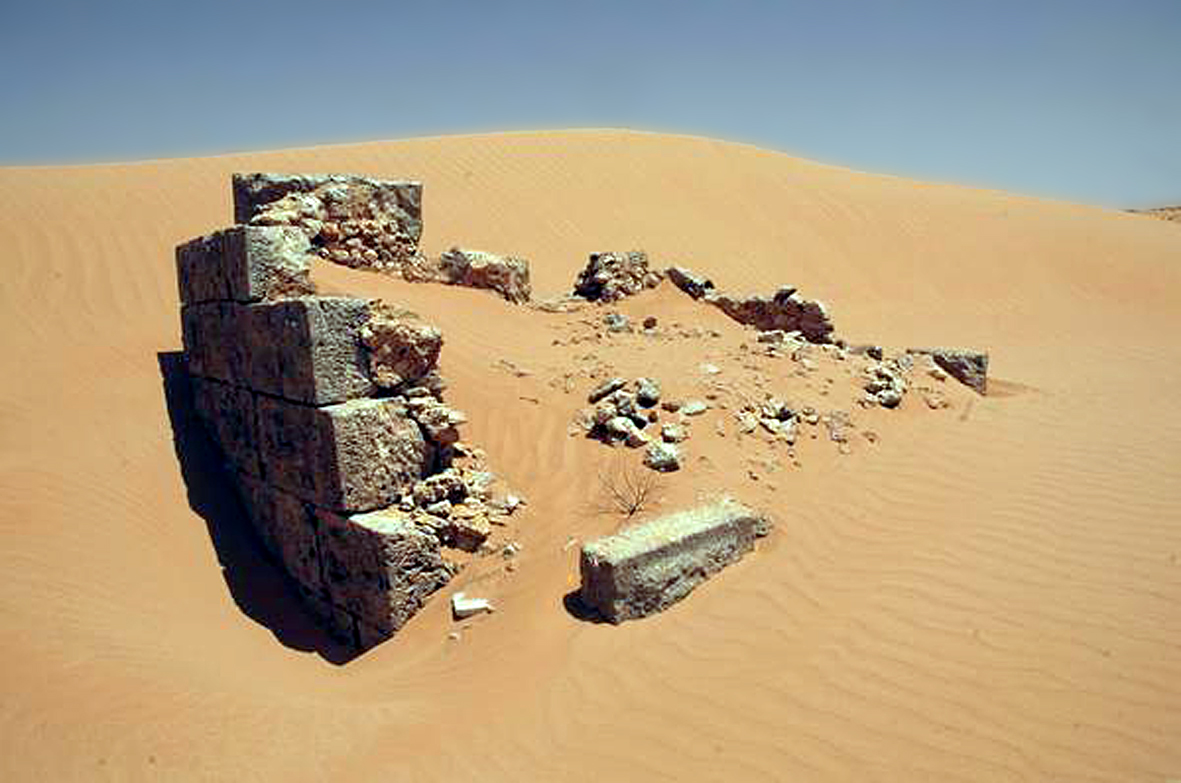
Der westliche Torturm der Porta principalis sinistra im Jahr 2008, fast 200 Jahre später, nachdem er von den Osmanen als Steinbruch missbraucht wurde

Die 138 × 93 Meter (= 1,38 Hektar) umfassende Anlage besitzt den für mittelkaiserzeitliche Castra stativa typischen länglich-rechteckigen Grundriss mit abgerundeten Ecken (Spielkartenform). In Gholaia sind die Schmalseiten fast genau westöstlich orientiert. An allen vier Flanken befindet sich je eine Toranlage, deren Zufahrt von je zwei Tortürmen flankiert wird. Die Umfassungsmauer selbst wurde mit 2,40 bis 2,50 Metern Stärke eingemessen und soll nach Aussage von Rebuffat einschließlich ihrer Brüstung fünf Meter hoch gewesen sein. Die Mauer selbst wurde aus kleinen Bruchsteinen errichtet, große Quaderblöcke waren lediglich für die unteren Bereiche der Tore vorgesehen. Die meisten Bossensteine an den Toren erhielten eine grob bearbeitete Werksteinoberfläche als Rustikamauerwerk mit Randschlag, was eine Besonderheit der Anlage darstellt. Doch darf die äußere Hülle der Tore nicht über deren inneren Aufbau hinwegtäuschen, da die Quaderblöcke ein aus kleinen Bruchsteinen aufgeführtes Mauerwerk verblendeten. Die Zeichnung Lyons von 1819 zeigt den damaligen Zustand der Porta principalis sinistra von Gholaia, die im Übrigen nicht in voller Höhe aus Quadersteinen erbaut wurden, sondern im Oberbau aus eben jenen kleinen Bruchsteinen bestand, die, wie eben besprochen, bereits das Innere des Untergeschosses auskleidete. Wichtig für das Verständnis der Zeichnung Lyons ist der Hinweis Welsbys, dass dort die Proportionen, wie insbesondere die Breite der Türme und der Durchfahrt, stark verfälscht wiedergegeben werden. Zudem stellen die im Bruchsteinmauerwerk ausgebrochenen Fensteröffnungen über den severischen Rundbogenfenstern eine jüngere, zeitlich nicht mehr einzuordnende Veränderung dar.
Das Haupttor des Kastells, die Porta praetoria, lag an der östlichen Schmalseite. Sie besaß eine einspurige Zufahrt, die als weitere Besonderheit von zwei aus dem Mauerverband hervorspringenden Tortürmen flankiert wurde, die an ihrer Außenseite schräg zum Eingangstor hin abgewinkelt waren und so eine Trichterwirkung erzielten. Nach dem Abzug der römischen Truppen wurden die Torräume der Porta praetoria möglicherweise in Getreidesilos umgewandelt. Alle restlichen drei Tore der Fortifikation flankierten quadratische Tortürme, die ebenfalls aus dem Verband der Umfassungsmauer hervorsprangen. Das Nord- und Südtor wurde ergraben. Jeder der Tortürme besaß im ersten Stock zwei große Rundbogenfenster sowie ein oder zwei kleinere im zweiten Stock. Die weiter unten vollständig wiedergegebene Restaurierungsinschrift aus dem Jahr 222 bezeugt hierzu, dass eines der nicht genauer bezeichneten Tore des Kastells schon nach 20 Jahren baufällig und reparaturbedürftig war (portam vetustate conlabsam lapidi quadrato arco curvato restituit). Erwähnt wird in der Inschrift auch die viergeschossige Gliederung der Tortürme (excelsae turres quater divisae). Rebuffat ging aufgrund dieser Erkenntnisse davon aus, dass auch alle anderen Tortürme vier Stockwerke besessen haben. Der deutsche provinzialrömische Archäologe Michael Mackensen wies jedoch darauf in, dass die lediglich für ein Tor nachgewiesene Tatsache von vier Geschossen – Parterre, zwei Stockwerke und die zinnenbekrönte Turmplattform – nicht so einfach auch auf die anderen Tore des Kastells übertragen werden darf. Auch ältere Vorstellungen, die Lagertürme hätten von Anfang diese vier Geschosse besessen, sieht Mackensen zumindest in der Diskussion. Zwar bezeugt ein Graffito aus dem Militärbad von Gholaia anschaulich ein Castrum, dessen acht Tortürme im Verhältnis zu den Mauern sehr hoch sind, doch ob hier tatsächlich Gholaia dargestellt wird und wie verlässlich die Ritzzeichnung ist, bleibt nach den Überlegungen von Mackensen fraglich. Auch über die letztendlichen Turmhöhen gibt es diverse Spekulationen. Nach Meinung des britischen Archäologen David Mattingly müssten sie über acht Meter hoch gestanden sein. Der deutsche Archäologe Michael Mackensen, der von 2009 bis 2010 die bisher intensivsten Ausgrabungen und Studien in Gheriat el-Garbia vornahm, kam im Vergleich mit den dort an der Porta praetoria analysierten Werten auf eine ähnliche Höhe von 8,50 bis 9,0 Metern. Bei vier Geschossen sei jedoch von 12,50 Metern auszugehen.
Rebuffat konnte bei seinen Grabungen auch Spuren zumindest eines Zwischenturms nachweisen. Zudem muss davon ausgegangen werden, dass das Kastell Ecktürme besessen hat.

Umfassungsmauer mit Toren (2008)
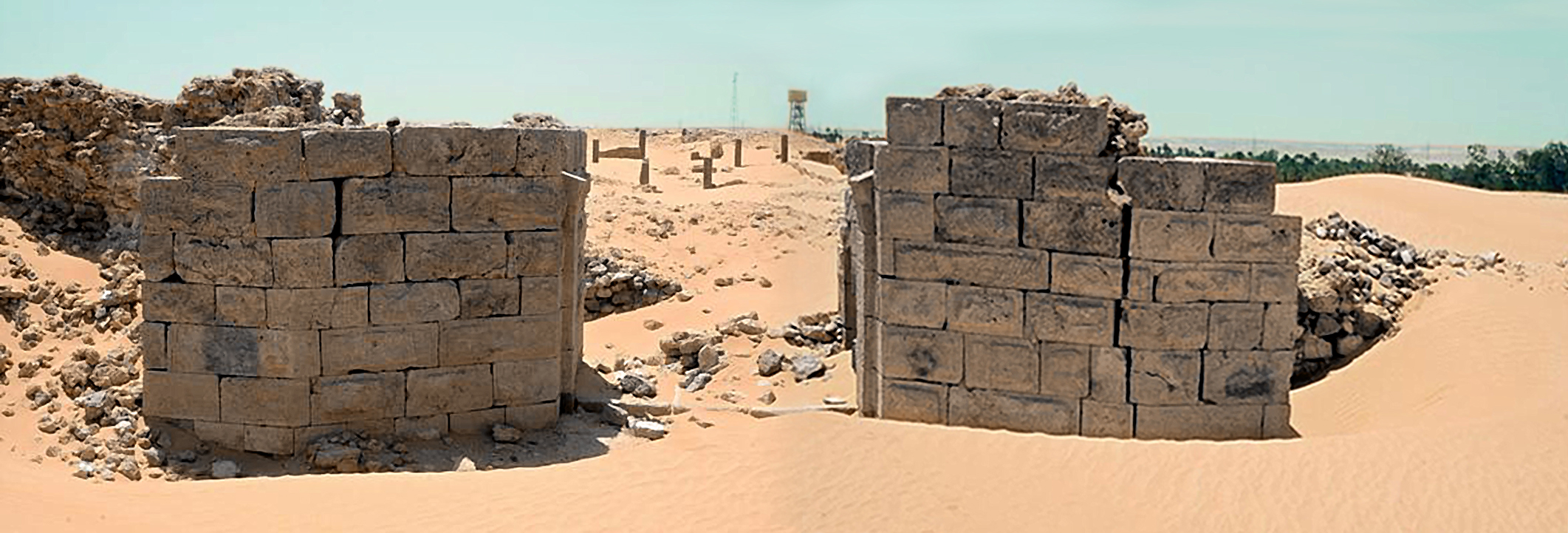
Die Porta praetoria – Blick von außen in das Kastell. Deutlich sind die abgeschrägten Wangen der Tortürme sowie das Rustikamauerwerk mit Randschlag zu sehen
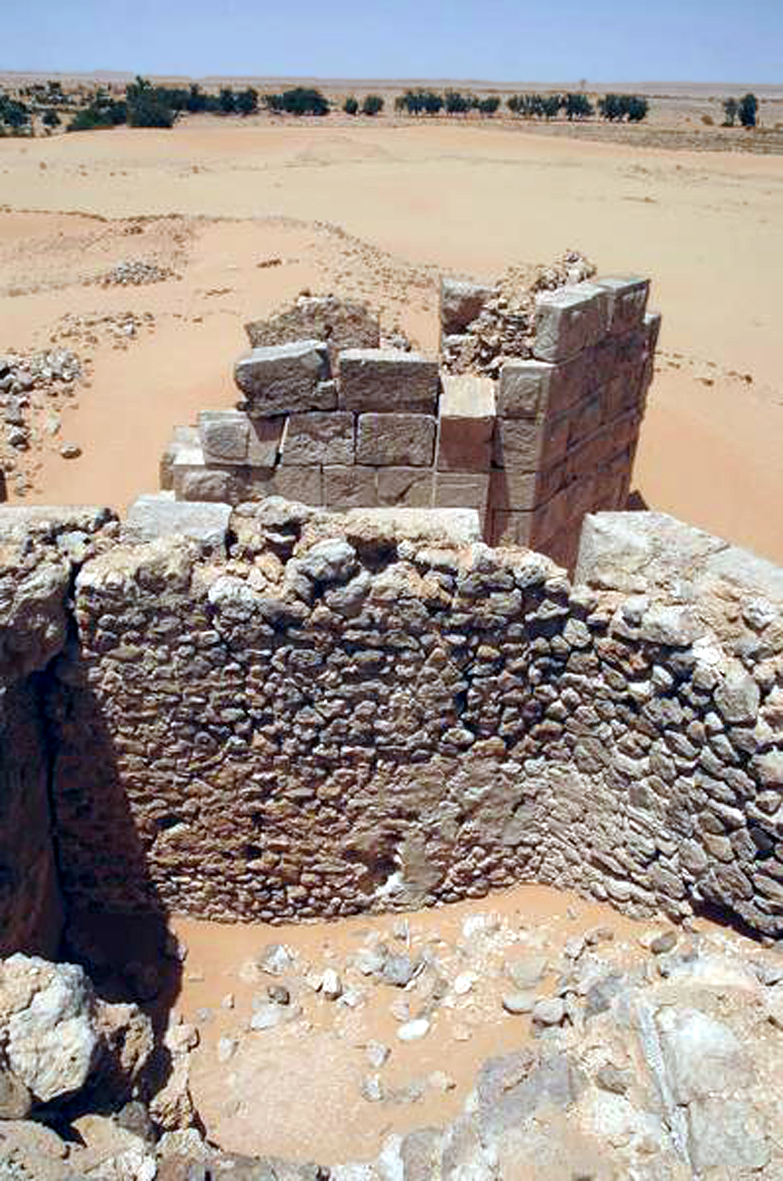
Blick über die Porta praetoria nach Norden. Grobe Steinsetzung im Turminneren, vorgeblendetes Quadermauerwerk außen
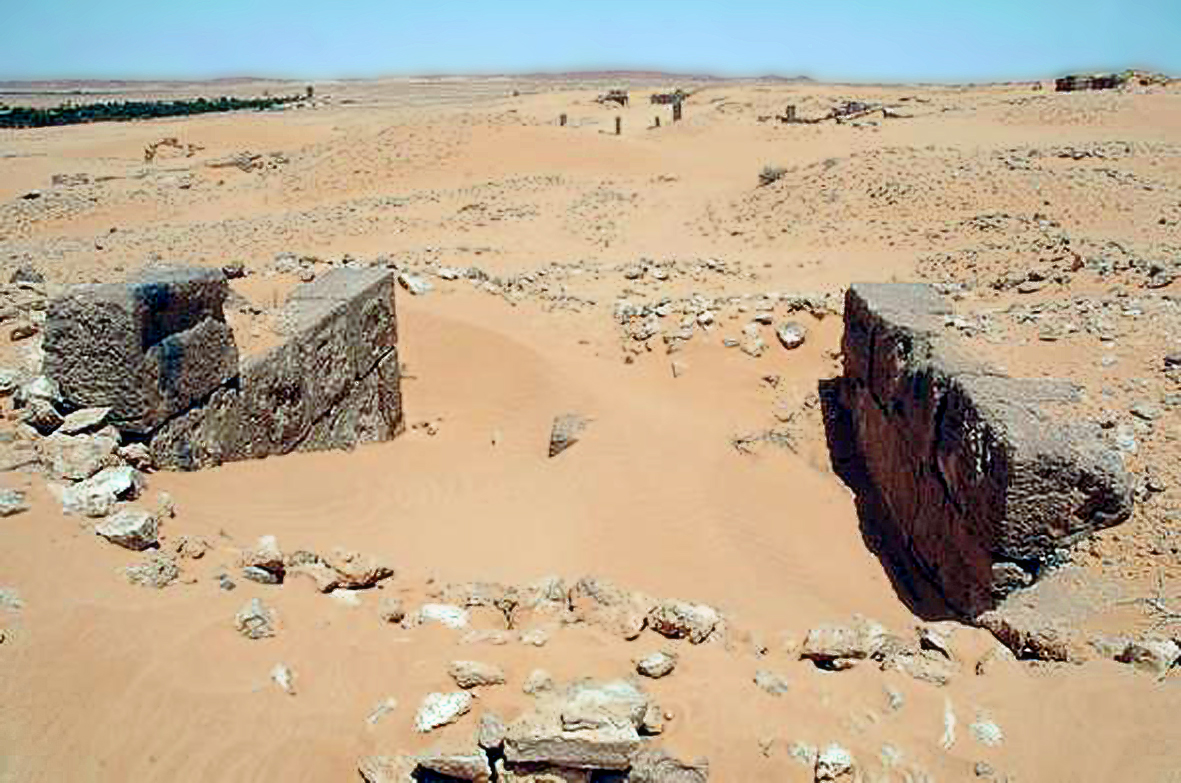
Die Porta decumana – Blick über das Tor in das Lagerinnere zu den Principia. Auch hier wird das Rustikamauerwerk sichtbar
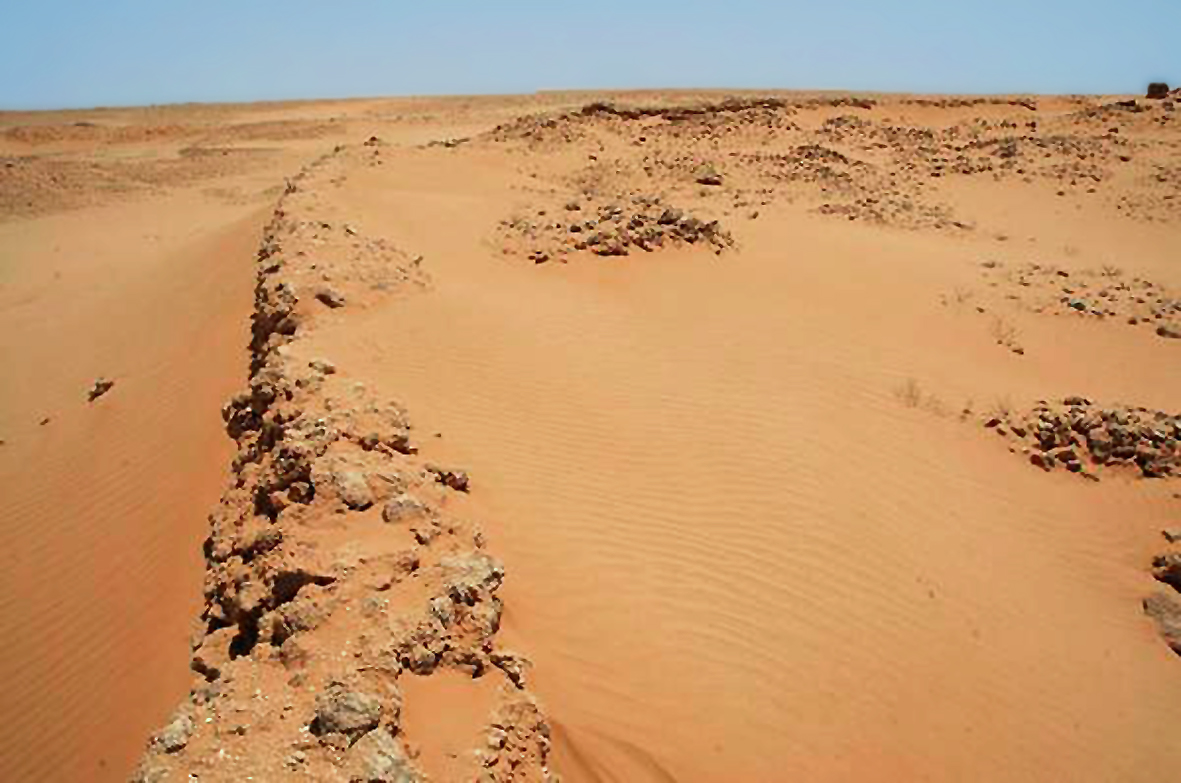
Die südöstliche abgerundete Kastellecke in der höchstwahrscheinlich ein Eckturm stand
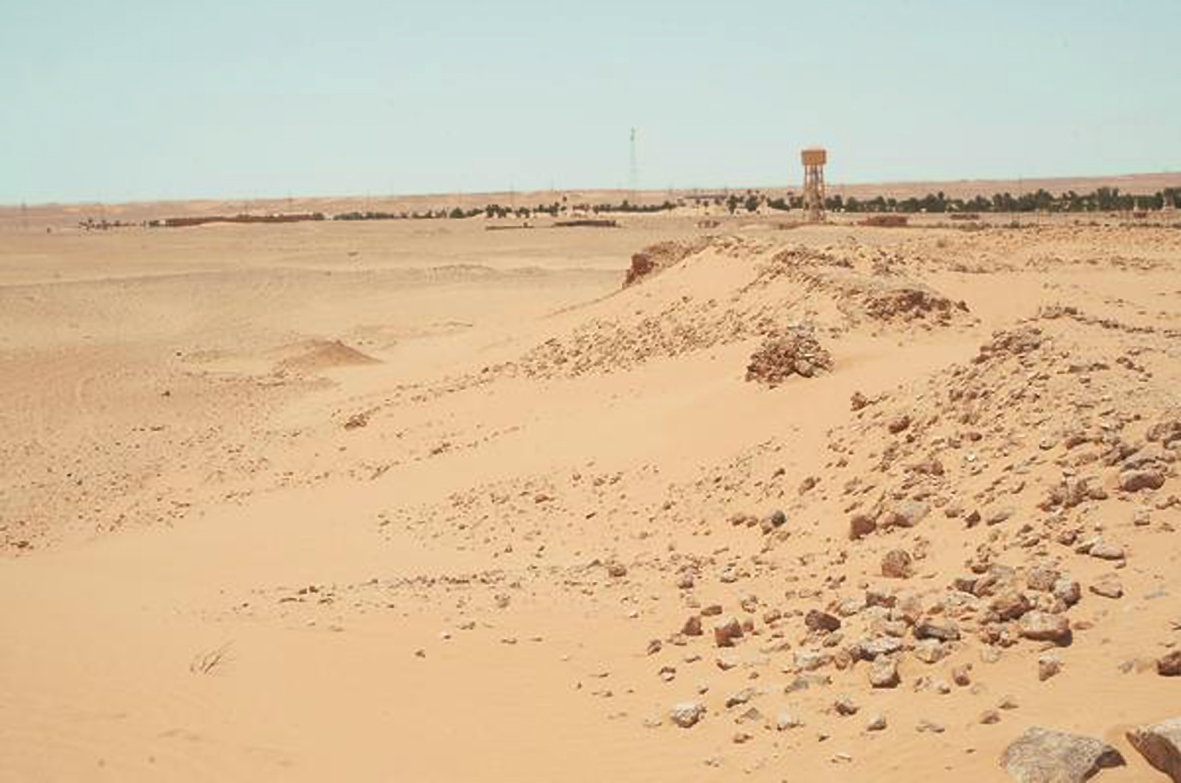
Die südwestliche abgerundete Kastellecke. Links oben ist als schmaler Streifen das osmanisch-italienische Fort zu erkennen.

### Innenbebauung

Kastell Gholaia, Befundplan der Principia, des Praetoriums, des Doppelhorreums und der Thermen (2008)

Offensichtliche Vermessungsfehler, die den Geometern während der Anlage des Kastells an den äußeren Verteidigungsanlagen unbemerkt blieben, führten dazu, dass sowohl die Porta principalis sinistra als auch die entgegengesetzte Porta principalis dextra leicht verschoben zueinander liegen. Damit mussten auch die Gebäude an der Via principalis, die das Nord- mit dem Südtor verbindet, versetzt errichtet werden. Diese Maßnahme betraf die Principia sowie vier der sechs Mannschaftsbaracken in der Praetentura. Eine weitere Besonderheit des Kastellgrundrisses ist, dass die Kardinalmaße offenbar punischen Ellen und nicht römischen Fuß entsprechen.
Die Principia wurden zusammen mit dem Praetorium, dem Militärbad und einem doppelten Horreum vollständig ergraben. All diese Bauten befinden sich in den Latera praetorii, dem Mittelstreifen des Kastells. Die Principia entsprechen in weiten Teilen der mittelkaiserzeitlichen Norm. Büros, Waffenkammern und andere Räume flankieren das zentrale rechteckige Peristylium. Dieser Hof wurde von einem Bogengang umschlossen, den viereckig zugerichtete Orthostaten stützten. Wie auf ältere Photos noch zu sehen ist, ruhten auf diesen Trägern kapitellartige, monolithische Bogenansätze, die an den Außen- und Innenseiten plan zu den Pfeilerschäften gearbeitet waren. Im westlichen, rückwärtigen Teil befindet sich mittig das rechteckig angelegte Fahnenheiligtum (Aedes/Sacellum), das ein paar Stufen höher gelegen ist. Eine wichtige Feststellung war die Identifikation des Skriptorium, der Schreibstube, in einem der südlichen Büroräume. Die Archäologen konnten in den Strati mindestens vier Bau- beziehungsweise Umbauphasen an den Principia unterscheiden.

Details der Principia (2008)
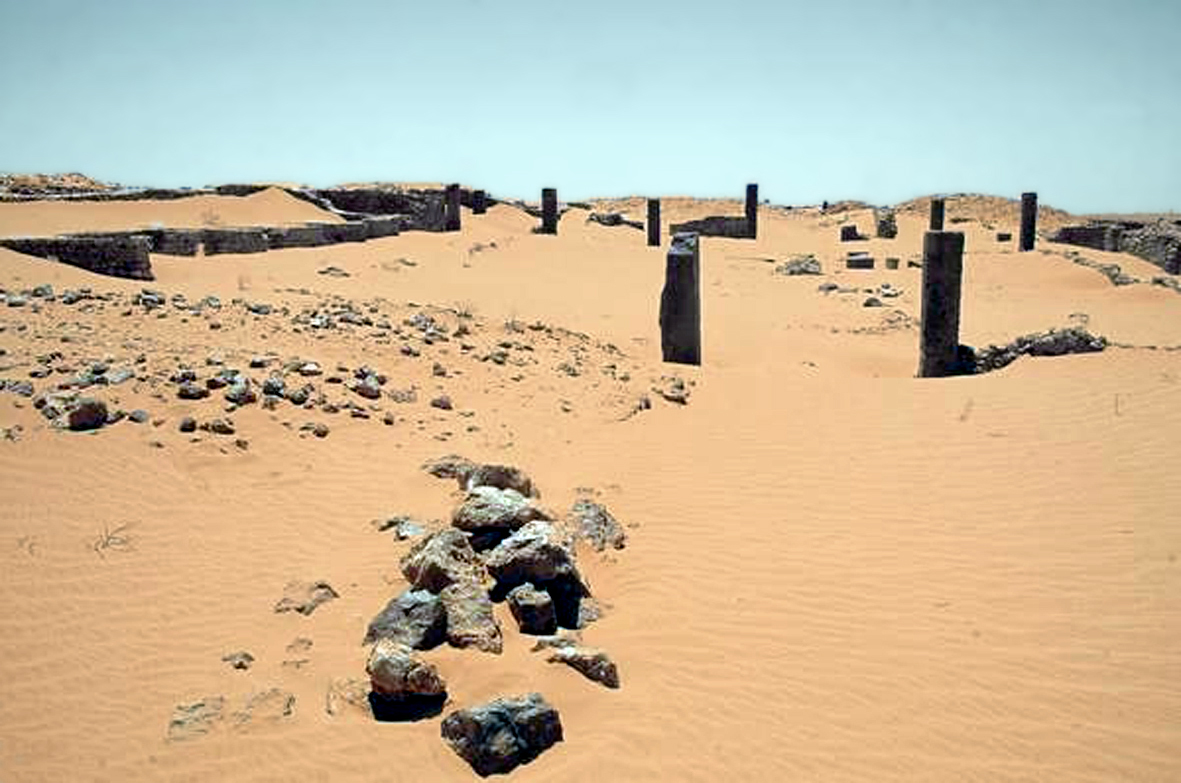
Blick nach Westen über die Via principalis in das Peristyl der Principia. Links die südliche Raumflucht des Stabsgebäudes mit den einzelnen Diensträumen
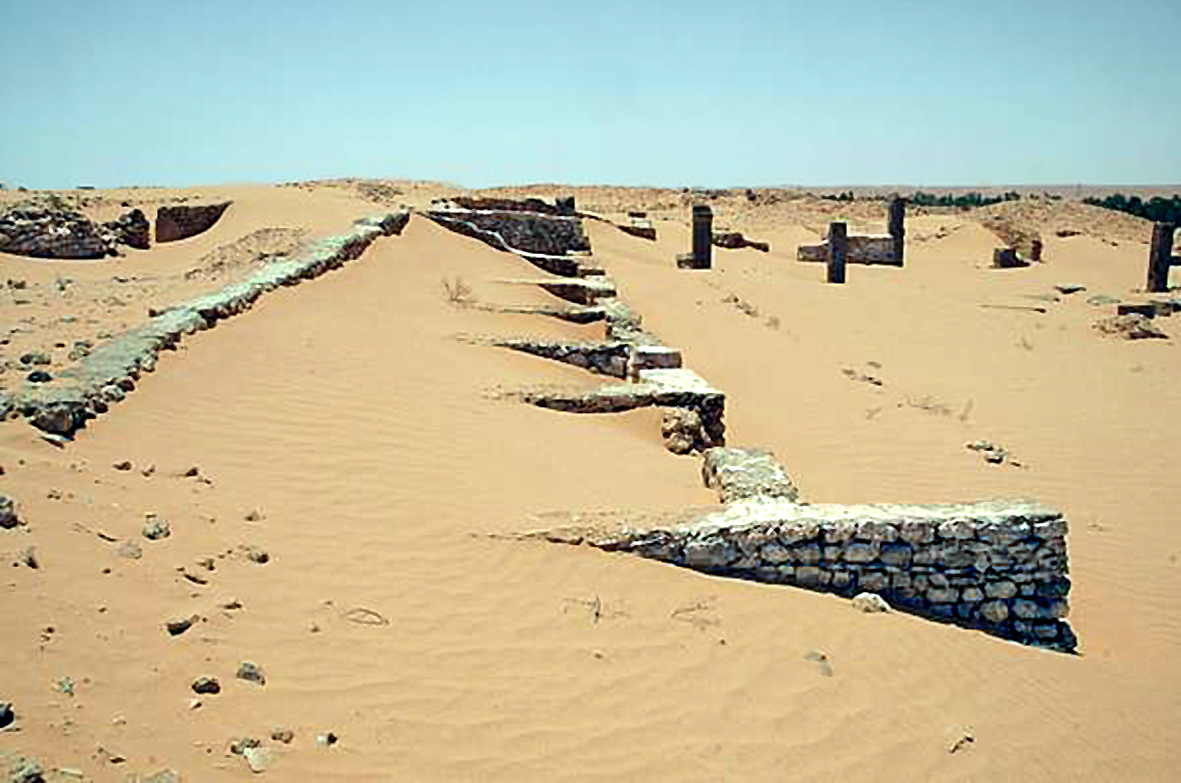
Blick nach Westen: die südliche Raumflucht der Diensträume in den Principia mit dem Fahnenheiligtum im Hintergrund
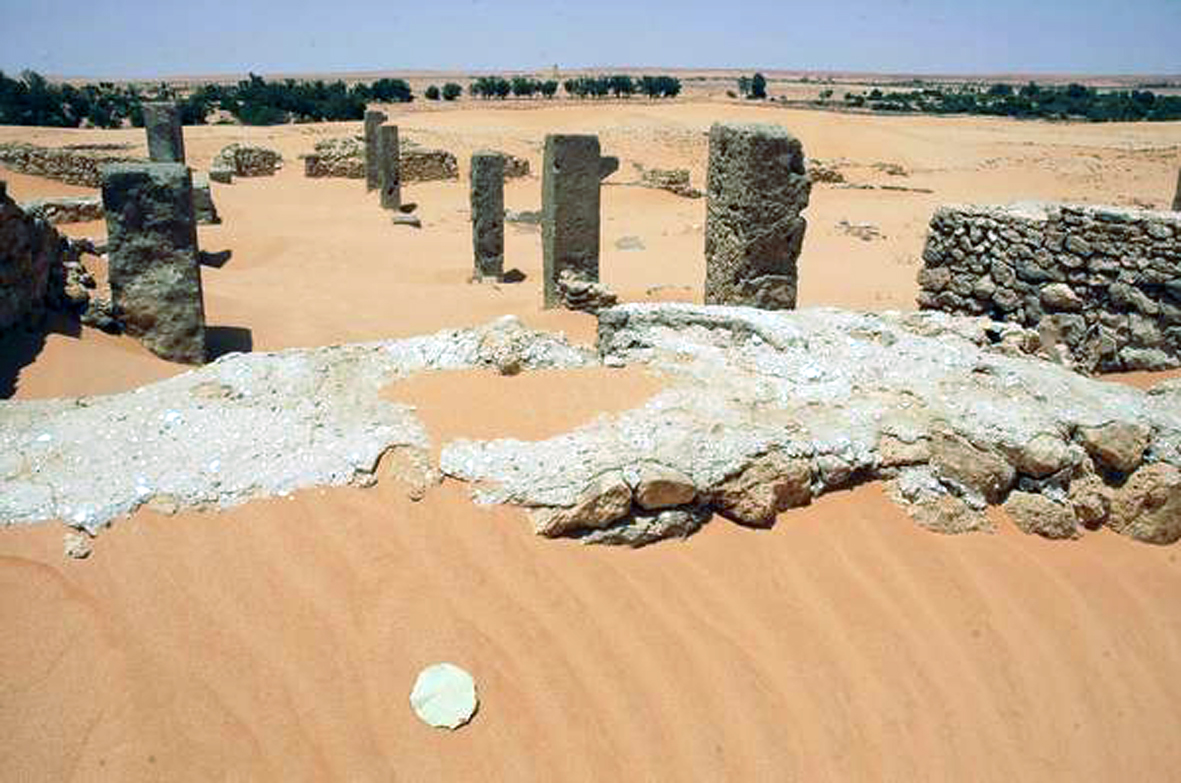
Blick von Süden über die rückwärtigen Porticus der Principia mit den einst tragenden Orthostaten. Der zweite Pfeiler von rechts trug früher noch einen Bogenansatz
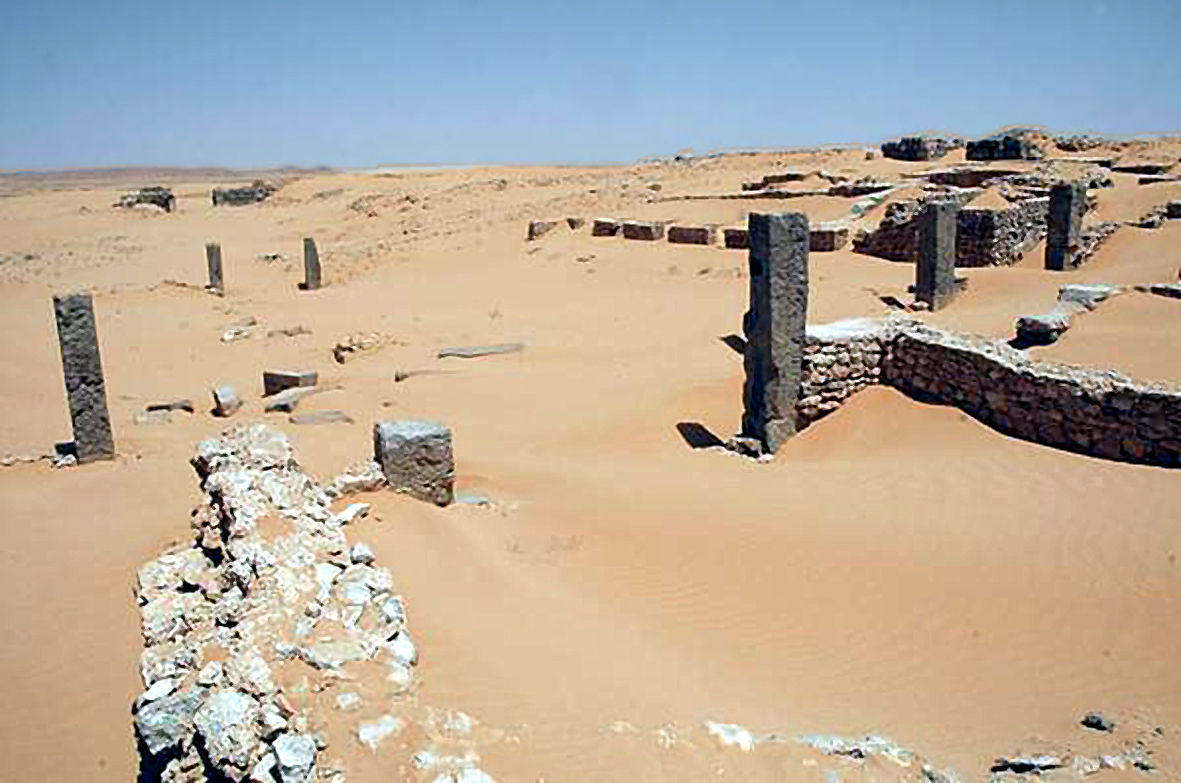
Blick aus dem Fahnenheiligtum auf das Peristyl und die südlichen Diensträume. Im Hintergrund liegen die Porta praetoria sowie die Porta principalis dextra

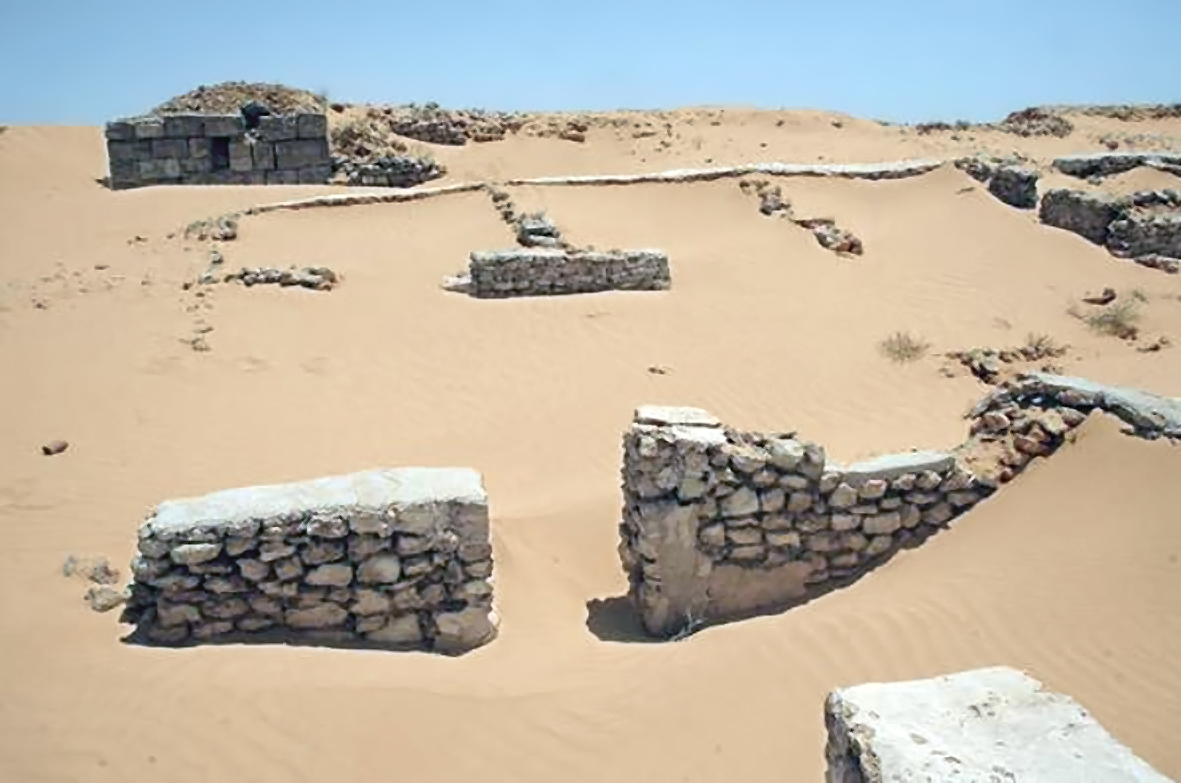
Blick nach Süden über das Praetorium zur Porta principalis dextra (2008)

Obwohl Rebuffat innerhalb des Kastells hauptsächlich ein erstes Oberflächenplanum anlegen ließ, konnte die Disposition der Streifenbebauung klar erkannt werden. Die Mannschaftsbaracken besitzen die für diese Zeitstellung typischen Zweiraumeinheiten pro Contubernium. Eine Ausnahme bilden einige kleinere Streifengebäude, die wohl Lagerhallen oder Fabriken gewesen sind. Das Kastell bot sechs Centurien oder eine Kohorte mit rund 480 Mann eine angemessene Unterkunft. Rebuffat schlug als Besatzung ein Kommando von 480 bis 640 Mann als die wahrscheinlichste Lösung vor, doch muss durch das zweifellose Vorhandensein einer Eskadron in den 250er Jahren mit Veränderungen im Laufe der Zeit zu rechnen sein. Das Bad der Vexillation lag nördlich der Principia und innerhalb der Umwehrung in den Latera praetorii. Die Grabungen Rebuffats konnten eine Fülle archäologischer Einzelheiten über diesen Komplex ans Licht bringen, da dieser bis zur Höhe des Daches konserviert geblieben war. Es stellte sich heraus, dass Reparaturen und Umbauten noch lange nach 238 n. Chr. stattgefunden hatten. So beispielsweise im sogenannten „Saal der Fortuna“. Woher das Wasser stammte, durch das die Thermen gespeist wurden, ist ungewiss. Sowohl Lyon als auch Duveyrier vermerkten einen Brunnen nahe dem Südtor. Vielleicht könnten die Soldaten hier das Wasser angezapft haben. Zudem bestand die Möglichkeit, den kleinen See im Nordosten der Garnison zu nutzen. Im Inneren des Kastells gab es zusätzlich mindestens einen Brunnen. Die Wasser- und Holzbeschaffung für das Bad gehörte zu den Aufgaben, die sich in den Morgenmeldungen niedergeschlagen haben. Das 14 × 15 Meter große Praetorium sowie das Doppelhorreum lag auf der Südseite der Principia. In der Hauskapelle des unmittelbar an der Porta principalis dextra gelegenen Praetoriums konnte ein wichtiges inschriftliches Zeugnis für den Genius Gholaiae geborgen werden. Diese Inschrift wurde bereits weiter oben im Text behandelt. Außerdem hatten sich im Küchen- und Wohnbereich des Praetoriums noch verschiedene Einbauten erhalten.

Das Militärbad (2008)
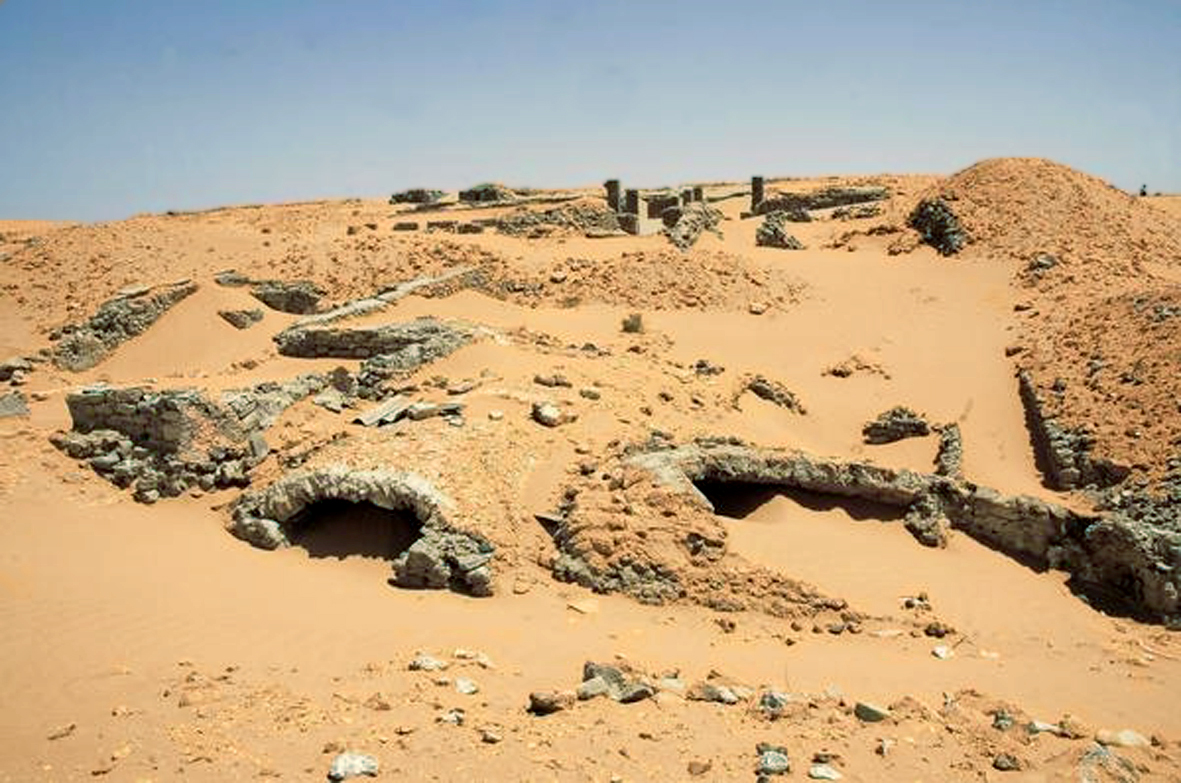
Blick von Norden über die überwölbten Räume des Bades zum Stabsgebäude und der Porta principalis dextra
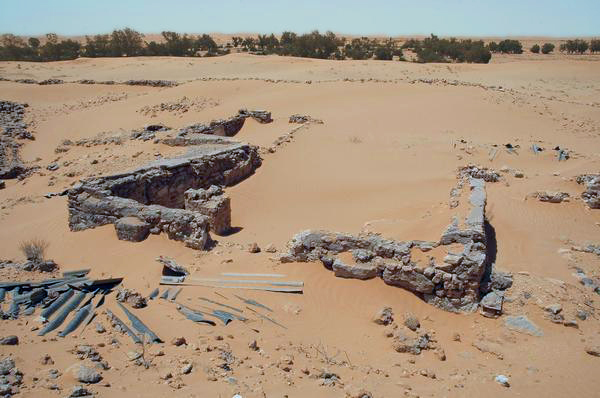
Blick von Südosten über das Bad zur Umfassungsmauer. Im Hintergrund die Oase Bu Njem
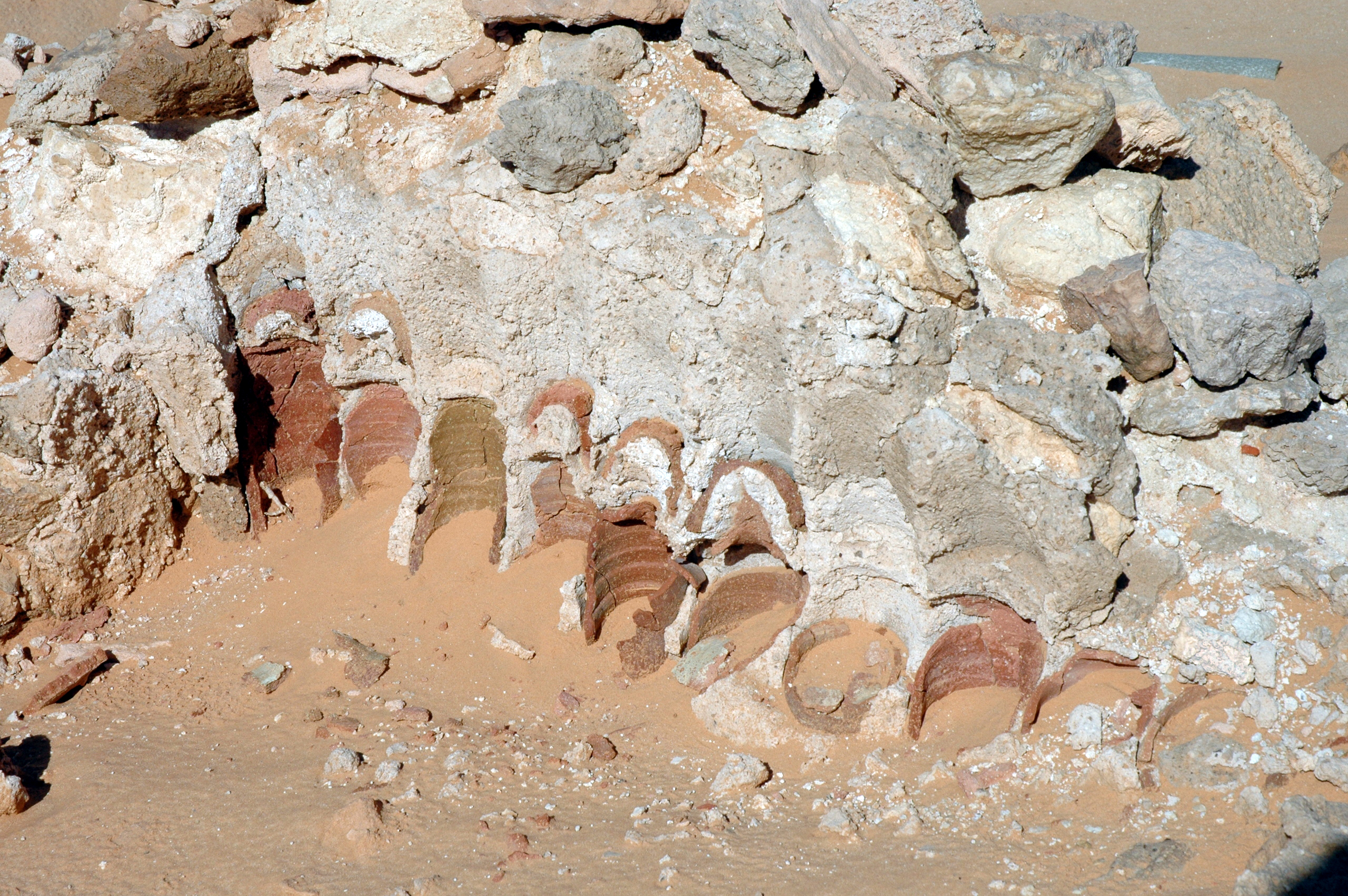
Wandheizung im Militärbad

## Spätzeit und Ende

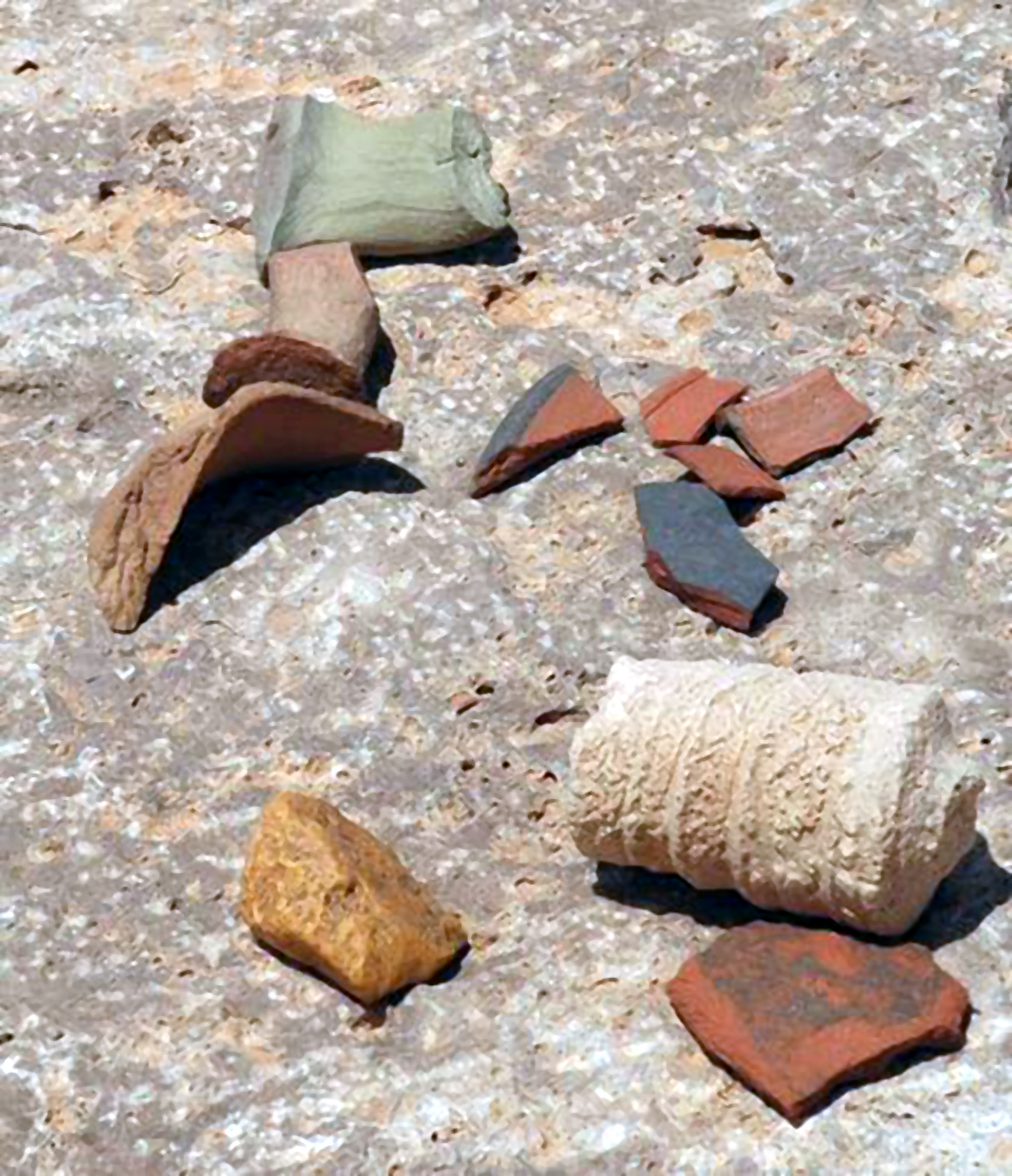
Lesefunde aus dem Kastellareal, darunter Wand- und Randscherben sowie Henkel römischer Gebrauchskeramik, die dem 3. Jahrhundert zugeordnet werden können

Das Kastell Gholaia blieb auch in den 250er Jahren ein bedeutender Standort für den Grenzschutz in diesem Abschnitt. Dennoch zeigt sich anhand der täglichen Stärkemeldungen für die Garnison, dass deren Mannschaftsstärke in den Jahren 254 bis 259 auf ein bedrohlich niedrig wirkendes Niveau von rund 45 und 60 Mann gesunken ist. Dabei sind bereits jenen Soldaten inbegriffen, die tageweise für den Routinedienst abgestellt wurden. Die Ursachen für diese Unterbesetzung, die deutliche Parallelen zu den Ereignissen in den Nordprovinzen aufweisen, sind noch nicht geklärt. Klar wird jedoch, dass die Sollstärke einzelner Kastelle in den unruhigen Zeiten des 3. Jahrhunderts dramatisch unter dem Mindestmaß liegen konnte. Durch zwei Inschriften aus Gholaia ist auch der jeweilige Praepositus limitis Tripolitanae von diesem Standort bekannt. Eine Bauinschrift aus dem Jahr 248 n. Chr., die am Zugang zum Fahnenheiligtum zur erfolgreichen Restaurierung der Principia (Stabsgebäude) erstellt wurde, erwähnt den numidischen Statthalter Marcus Aurelius Cominius Cassianus, der nochmals auf der Inschrift Ann. ép. 1972, 678 genannt wird, sowie Lucretius Marcellus, der als Grenzschutzkommandeur die Befehlsgewalt über den gesamten Limes Tripolitanus ausübte. Unter seiner Führung standen die Abschnittskommandanten der einzelnen Teilabschnitte des Limes. Der örtliche Befehlshaber der Legionsvexillation von Gholaia selbst war zu diesem Zeitpunkt jedoch ein Decurio, der als Kommandeur tätig war. Marcus Aurelius Cominius Cassianus ist auch aus der Bauinschrift des Centenarium Gasr Duib bekannt.
[Im]pp(eratoribus) dd(ominis) nn(ostris) Philipp[is]

[Aug]g(ustis) M(arco) Aurel(io) Cominio

Cassiano leg(ato) Augg(ustorum) pr(o) pr(aetore) c(larissimo) v(iro)

et Lucretio Marcello v(iro) e(gregio)

proc(uratore) Augg(ustorum) nn(ostrorum) praeposito

limitis Tripolitanae

C(aius) Iulius Do[n]atus dec(urio)

alae Flavi[a]e Philip-

pianae pr[ae]fectus

a dd(ominis) nn(ostris) Augg(ustis) et(?) prae-

fuit vex[illationi]

Golensi et I(?)[---]

Impp(eratoribus) Philippo III et Phi-

lippo II co(n)s(ulibus)
Übersetzung: „Den Imperatoren, unseren Herren den [beiden] Philipps, den Erhabenen [und] Marcus Aurelius Cominius Cassianus, Statthalter der Erhabenen, dem hochangesehenen Mann, und Lucretius Marcellus, dem trefflichen Mann, Prokurator unserer Erhabenen, Grenzschutzkommandeur des Limes Tripolitanus; Gaius Julius Donatus, Decurio der Ala Flavia Philippiana, Präfekt unserer Herren, der Erhabenen, und Befehlshaber der gholensischen Vexillation und I(?)[---] den Imperatoren und Konsulen Philipp III und Philipp II.“
Die Besatzung des Kastells wird in dem Dokument als „vexillatio Golensis“ angesprochen. Die Benennung von Detachements nach ihrem jeweiligen Einsatzort war eine nicht selten gebrauchte Eigenart der römischen Armee.
Auch um 260 n. Chr. vermitteln die Ostraka das Bild eines ruhigen Grenzlebens in der Oase. Das letzte eindeutig datierbare Ostrakon das während der Kampagnen Rebuffats gefunden und eindeutig datiert werden konnte, stammt vom Juli 259 n. Chr. Rebuffat schlug vor, dass das Ende von Gholaia mehr oder weniger mit der Gründung des völlig neuen Kastells von Ras el Aïn Tlalet zusammenfiel. Die Gründe für die Aufgabe des Gholaias sind unklar. Tatsache ist jedoch, dass die in dem noch nicht lokalisierten Kastell Secedi stationierte Achte teilberittene Kohorte „die Treue“ (Cohors VIII Fida equitata) rund 600 Kilometer weiter nordwestlich ihres bisherigen Einsatzorts bei Gholaia im Jahr 263 n. Chr. das Kastell von Ras el Aïn Tlalet erbaute. Aus den erhaltenen Meldungen aus Gholaia geht hervor, dass einige Reiter (equites) der Cohors VIII Fida zumindest in den Jahren 258/259 n. Chr. von ihrer Stammeinheit in Secedi nach Gholaia als dispositi kommandiert waren. Das Zeitfenster, in dem die Kohorte nach Nordwesten verschoben wurde, ist damit zwischen 259 und 263 n. Chr. einzuordnen. Der Grund für die Verlegung liegt offenbar in der archäologisch nachweisbaren und in diese Zeit fallenden Aufgabe der weit nach Süden vorgeschobenen militärischen Grenzanlagen in der Region um Gholaia. Diese Aufgabe betraf wohl auch das Kastell Gheriat el-Garbia mit den dazugehörigen Außenposten. Schwere Niederlagen an anderen Grenzabschnitten des Reiches, darunter der endgültige Limesfall in den germanischen Provinzen, innerrömische Auseinandersetzungen, Truppenmangel und strategische Überlegungen werden Kaiser Gallienus (260–268) am Höhepunkt der Reichskrise zu der politischen Entscheidung gezwungen haben, diesen Schritt zu gehen und den tripolitanischen Grenzverlauf zumindest im Raum um Gholaia zurückzuverlegen. Mattingly stellte fest, dass nicht der vollständige Grenzverlauf in Tripolitanien gleichzeitig zurückverlegt wurde. So scheint das Kastell Mizda noch 275 n. Chr. besetzt gewesen zu sein, wie der letzte datierbarer Meilenstein an der wichtigen Straße südlich von Garian bezeugt. Auch die während der Regierungszeit des Kaisers Maximinus Daia (305–313) geprägte Schlussmünze aus dem Kleinkastell Tisavar deutet in diese Richtung hin.

## Kommandierende und Truppe

### Oberkommandierende und Grenzschutzbefehlshaber

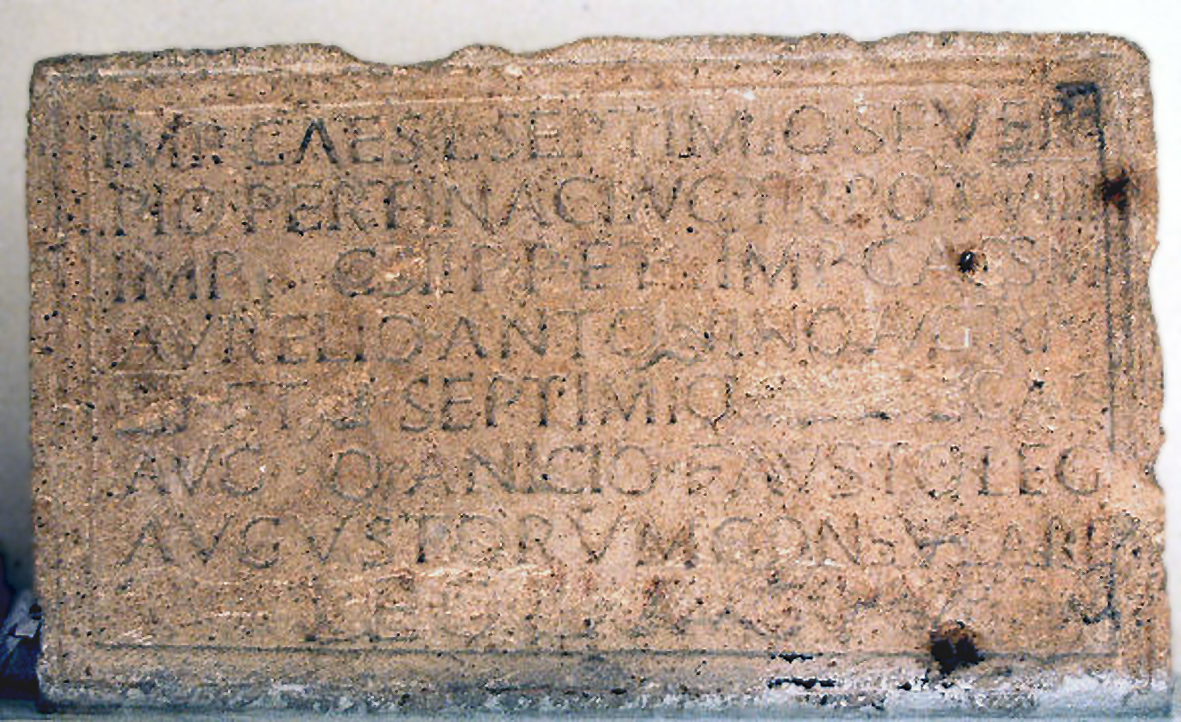
Die Bauinschrift CIL VIII 6 von der Porta principalis sinistra, Leptis Magna Museum

Wie die bereits genannte, höchstwahrscheinlich 201 n. Chr. zur Gründung des Kastells hergestellte Bauinschrift bezeugt, wurde die Garnison auf den unmittelbaren kaiserlichen Befehl hin durch den Centurio Gaius Julius Dignus errichtet. Damals war Quintus Anicius Faustus Statthalter von Numidien. Er wird in vier Inschriften aus Gholaia erwähnt, die alle auf die Zeit vom 10. Dezember 200 bis zum 9. Dezember 201 datieren. Da die Inschrift CIL VIII 10992 über dem Zugang zum westlichen Lagertor und die Inschrift CIL VIII 6 über dem Nordtor angebracht war können auch sie mit der Gründung des Kastells 201 n. Chr. in Übereinstimmung gebracht werden. Zu dieser Zeit waren die Statthalter gleichzeitig die Oberkommandierenden der afrikanischen Armee. Im Jahr 222 wird Flavius Sossianus als kommissarischer numidischer Statthalter (vice praesidis Numidiae) erwähnt. Die Restaurierungsinschrift des Stabsgebäudes aus dem Jahr 248 nennt dann den Statthalter Marcus Aurelius Cominius Cassianus, der auch von einem anderen Inschriftenfragment aus Gholaia bekannt ist. Gleichzeitig wird durch die Restaurierungsinschrift deutlich, dass sich die oberste Befehlsstruktur in der Provinz verändert hat. Der Statthalter ist nun nicht mehr alleiniger Oberkommandierender, denn mit Lucretius Marcellus gibt es einen eigenen Grenzschutzbefehlshaber für den gesamten Limes Tripolitanus (praeposito limitis Tripolitanae). Wohl für 254 ist aus Gholaia ein Ostraka überliefert, nach dem ein Statthalter mit Namen Pu[...] im zweiten Regierungsjahr zweier gemeinsam regierender Kaiser amtierte. Dies könnte auf die Herrscher Valerian und Gallienus (253–260) hinweisen. Der Historiker und Altphilologe Robert Marichal (1904–1999) mutmaßte, dass hinter den beiden sicher lesbaren Buchstaben „Pu“ noch ein zum Namen gehörendes „b“ lesbar sein könnte.

### Örtliche Grenzschutzkommandanten
Die wechselnden Garnisonskommandeure (Praepositi) des Kastells, alle im Rang eines Centurios, waren zwischen 201 und 238 n. Chr. stets aus dem Hauptquartier der Legio III Augusta in Lambaesis hierher detachiert worden. Diese Centurionen bewohnten das umfangreiche Praetorium. In den lediglich rund 48 Quadratmeter großen, drei oder vier Räumen umfassenden Kopfbauten der Mannschaftsbaracken nahmen die nachgestellten Unteroffiziere Quartier.
In Gholaia hatten von Anfang an Legionscenturionen das Kommando. Unmittelbar nach der Errichtung der Umfassungsmauern des Kastells und seiner wichtigsten Gebäude wurden zwei Centurionen ernannt, einer für die Fertigstellung der restlichen Kasernenbauten, der andere für parallel geführte operative Aufgaben der Truppe abseits der neuen Garnison. Rebuffat konnte den Einführungszeitpunkt dieser militärischen Doppelspitze im Lager nicht genau bestimmen, doch muss sie bereits 202/203 existiert haben und blieb bis zum 26. Dezember 205 bestehen. Die Vexillation könnte bis zu diesem Zeitpunkt mit der Errichtung sekundärer Außenposten beschäftigt gewesen sein. Ihre Rückkehr an diesem 26. Dezember 205 war für Gholaia wahrscheinlich genauso feierlich wie die Gründung der Garnison selbst.
Auch aus dem Jahr 222 ist mit der Bauinschrift zur gelungenen Wiederherstellung eines verfallenen Lagertores ein weiteres wichtiges inschriftliches Dokument gesichert. Die ebenfalls in Gedichtform vorgetragene Inschrift wurde 1970 im „Saal der Fortuna“ des Militärbades entdeckt. Der Text enthält auch ein Akrostichon; die Übersetzung folgt derjenigen von Christof Flügel, Klaus Mühl, Jürgen Obmann und Ricarda Schmidt:
Imp(eratori) Caes(ari) M(arco) Aurelio [Antonino Pio Felici Aug(usto) sacerdoti]

amplissimo pontifici maximo trib(unicia) pot(estate) [V] co(n)s(uli) [IIII] p(atri) p(atriae) et

[M(arco) Aurelio Alexandr]o nobilissimo Caes(ari) d(omini) n(ostri) [Antonini] Aug(usti) [fil(io)] Aug(usto)

Flavius Sossianus v(ir) e(gregius) vice praesidis Numidiae per vexillationem

leg(atus) leg(ionis) III Aug(ustae) P(iae) V(indicis) [Antoninianae] devotissimi numini eorum

Portam vetustate conlabsam(!) lapidi quadrato arco curvato restituit

Omnes praeteriti cuius labore vitabant

Rigido vigore iuvenum tertia Augustani fecerunt

Creto consilio hortante Parato magistro

Iuncta virtus militum paucorum velocitas ingens

Usui compendio lapides de longe adtractos chamulco

Sub arcata militum virtus funib(us) cannabinis strictis

Iam nunc contendunt fieri cito milites omnes

Arta virtute sua opera aeternale fecerunt

Subsequentes stipendiis antecessorum (h)onestia bona sumebant

Urguente tempore hiemis necumqua(m) cessaverunt

Celerius excelsae turres quater divisae cum voce militum terra venerunt

Torrens virtus [leg(ionis) III Aug(ustae) P(iae) V(indicis)]

Haec ut fierent milites omnes sibi zelum tradebant

Animadvertentes quod priores sibi vestigia fecissent

Nunc et ipsi titulis suis virtutis devotionis ornaverunt

contendentes si amplius esset athuc opera fecissent

ex numero militum quidam amplius voluntatem suam dederit

necumquam operam suam erupi exhibuerunt

tantus fuit eis zelus magna vir[tus(?) ---]

laetis temporibus honoribus [---]

effecta opera gaudet aeterna militum virtus

gemma ut auro cl(a)uditur sic castram(!) porta decorat

florida Tertia Augusta legio cum magna virtute

curavit faciendum devotionis suae honorem

muneri quoque dictatores strenue cesserunt

animosos duo contemnentes residuum turpis oppresserat

capita versorum(!) relegens adgnosce curantem

Porcius Iasucthan cent(urio) leg(ionis) f(ecit) c(urante) mac(istro)(!)
Übersetzung: „Zu Ehren des Caesars Marcus Aurelius Antoninus Pius Felix Augustus, des Oberpriesters, des Pontifex Maximus, ausgestattet mit tribunizischer Gewalt zum 5. Mal, des Konsuls zum 4. Mal, des Vaters des Vaterlandes, und zu Ehren des Marcus Aurelius Alexander Augustus, des edelsten Caesars, des Sohnes unseres Herrn Antoninus Augustus, Flavius Sossianus, der hervorragende Mann [aus dem Ritterstand], stellvertretender Vorsteher Numidiens, durch die Legionsabordnung der Legion III Augusta Pia Vindex Antoniana, alle sehr treu ergeben gegenüber ihrem göttlichen Wirken, hat das Tor, welches durch sein Alter eingefallen war, mit Quadersteinen und gewölbtem Bogen wiederhergestellt. Die Arbeit an diesem Tor, die alle Vorgänger mieden, haben die Augustaner, die dritte Legion, dank der unbeugsamen Energie der jungen Männer verrichtet. Nachdem der Plan dazu gefasst worden war, mit der Ermutigung durch den Bauleiter Paratus, hat die verbundene Leistungsfähigkeit weniger Soldaten zu ungeheurer Schnelligkeit geführt. Von Vorteil war die Zeitersparnis dadurch, dass die Steine mit dem chamulcus von weit her herangeschafft wurden. Unter den Bögen zeigte sich die Tüchtigkeit der Soldaten, nachdem sie aus Hanf Stricke gefochten hatten. Nunmehr bemühen sich jetzt alle Soldaten, dass die Arbeit schnell erledigt wird. Mit gediegener Leistung haben sie ihre Arbeit für die Ewigkeit vollendet. Indem sie die Leistungen im Kriegsdienst ihrer Vorgänger nachahmten, gewannen sie ehrenhafte Güter. Da die Zeit des Winters drängte, rasteten sie niemals. Ziemlich rasch erhoben sich die hochragenden Türme, die vier Geschosse haben, von der Erde unter den lauten Rufen der Soldaten. Das war die überschäumende Leistungsbereitschaft der Legio III Augusta Pia Vindex, dass dieses Werk zustande kam, überließen sich die Soldaten alle ihrem bewundernden Wetteifer als sie bemerkten, dass ihre Vorgänger für sie Spuren hinterlassen hatten. Nun haben auch sie selbst sich mit den Verdiensten ihrer Tüchtigkeit und Aufopferung geschmückt, indem sie sich bemühten, selbst wenn es noch mehr wäre, dass sie auch bis dahin die Arbeiten vorangebracht hätten. Aus der Zahl der Soldaten dürften einige in höherem Grad ihren guten Willen gegeben haben und niemals haben sie erkennen lassen, dass ihr Arbeitseifer zerstört werden könnte. So großen Arbeitseifer besaßen sie, große Leistungsbereitschaft (?) in frohen Zeitläufen durch Ehrungen (?) … Da die Arbeit ausgeführt ist, freut die ewige Leistung der Soldaten. Wie der Edelstein in Gold gefasst wird, so ziert das Tor das Lager. In Jugendfrische hat die dritte Legion Augusta mit großem Einsatz errichtet die Opfergabe ihrer Ergebenheit. Die beiden leitenden Männer [„Diktatoren“] haben sich auch der Aufgabe entschlossen gewidmet. Der schändliche unvollendete Rest hatte die zwei mutvollen Männer, die ihn gering schätzten, nicht losgelassen. Indem du die Anfangsbuchstaben der Verse nochmals liest, erkenne den, der dafür gesorgt hat. Porcius Iasucthanus, Centurio der Legion, hat es errichten lassen unter der Bauleitung durch den Architekten.“
Der volle Name des Stifters, M(arcus) Porcius Iasucthanus ist durch einen Weihestein aus Lambaesis, dem Legionshauptquartier, bekannt, den er dort aufgrund eines Gelübdes anfertigen ließ. Wie diese zweite Inschrift bezeugt, wurde sie während der Regierungszeit des Kaisers Severus Alexander zwischen 222 und 235 angefertigt; also nach seiner Zeit in Gholaia, in der er als damaliger Vexillationscenturio der „Legio III Augusta Pia Vindex Antoniniana“ Dienst leistete. Mit pathetischen Worten beschreibt der Text den Stolz auf die gelungene Baumaßnahme. Mehrfach wird der überdurchschnittliche Einsatz der Soldaten gelobt, die an dem Bau beteiligt waren. Militärische Einrichtungen waren die „physische Manifestation Roms“. Hierzu schrieb Tacitus: „Das Lager ist der besondere Stolz der Soldaten.“ Der in der Inschrift genannte Kaiser Marcus Aurelius Antoninus Pius Felix Augustus ist der Nachwelt als Elagabal bekannt geblieben und wurde noch am 11. März 222 ermordet, was die Entstehung der Inschrift auf das erste Drittel des Jahres 222 datiert.

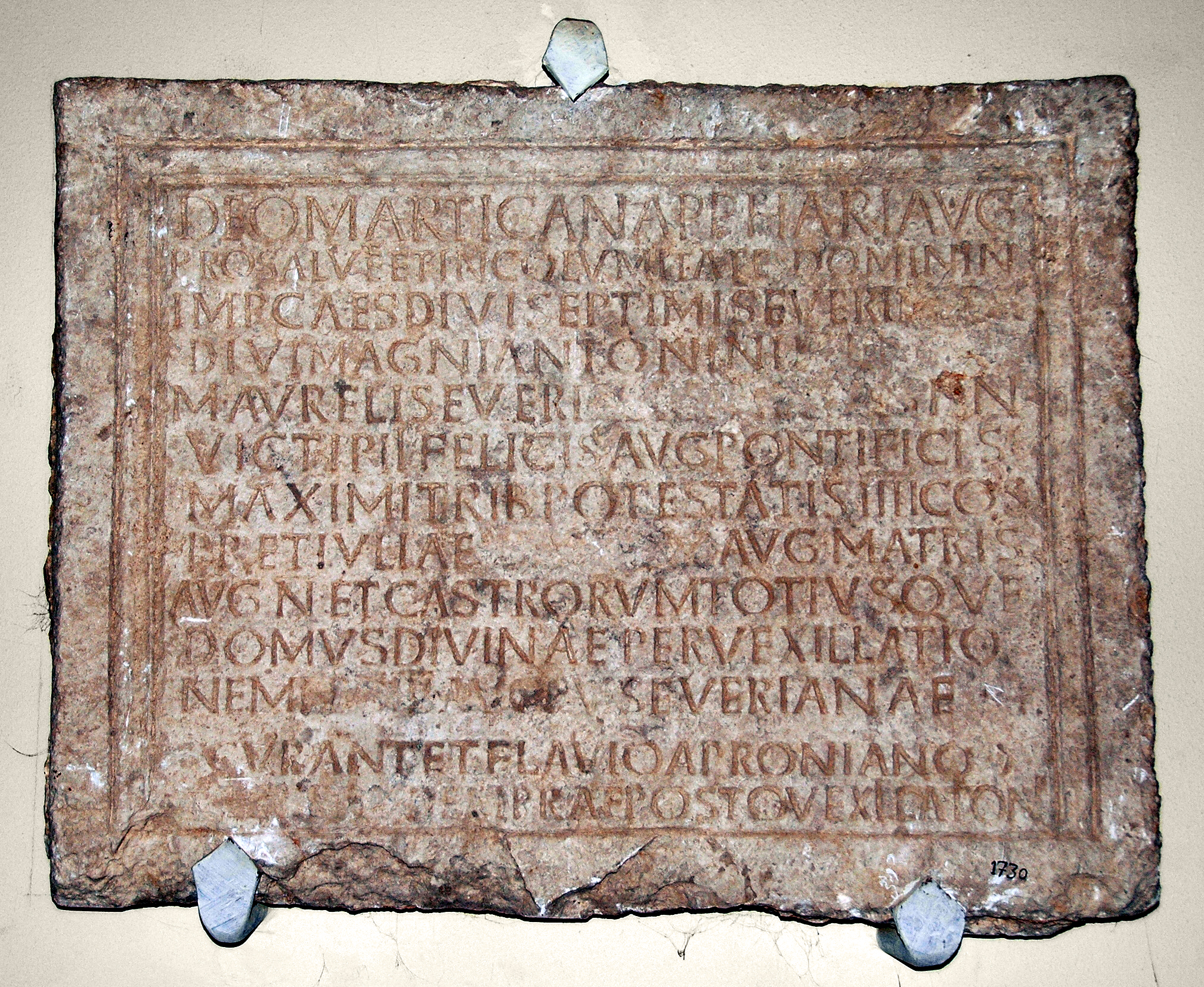
Dedikation vom Tempel des Mars Canapphar Augustus; Leptis Magna Museum

Bereits 225 ist mit T(itus) Flavius Apronianus bei der Einweihung des neuen Marstempels der nachfolgende Kommandeur im Amt. Der Name des Kaisers Marcus Aurelius Severus Alexander (222–235) wurde nach dessen Ermordung auf der Weiheinschrift des Tempels eradiert.
Deo Marti Canapphari Aug(usto)

pro salute et incolumitate domini n(ostri)

Imp(eratoris) Caes(aris) divi Septimi Severi [nepotis]

divi Magni Antonini [filii]

M(arci) Aureli Severi [Alexandri] In-

victi Pii Felicis Aug(usti) pontificis

maximi trib(uniciae) potestatis IIII co(n)s(ulis)

p(atris) p(atriae) et Iuliae [Mamm(a)eae] Aug(ustae) matris

Aug(usti) n(ostri) et castrorum totiusque

domus divinae per vexillatio/nem [leg(ionis) III Aug(ustae) P(iae) V(indicis)] Severianae

curante T(ito) Flavio Aproniano |(centurione)

[leg(ionis) eiusdem] praeposito vexillationis
Übersetzung: „Dem Gott Mars Canapphar, dem Erhabenen, zum Heil und der Unversehrtheit unseres Herren, dem Enkel des vergöttlichten Imperator Caesar Septimius Severus, dem Sohn des vergöttlichten Magnus Antoninus, Marcus Aurelius Severus Alexander, dem Unbesiegten, dem Frommen, dem Glücklichen, dem Erhabenen, Oberpriester, zum vierten Mal Inhaber der tribunizischen Gewalt, dem Konsul, Vater des Vaterlandes und der Julia Mamaea, der Erhabenen, die Mutter unseres Erhabenen und der Kastelle und dem ganzen göttlichen Kaiserhaus, mit Hilfe der Vexillation der Legio III Augusta, der Treuen, der Schützenden, der Severischen, hat Titus Flavius Apronianus, Centurio derselben Legion, Kommandeur der Vexillation, [die Ausführung] besorgt.“
Für die Jahre 236, 237 oder 238 ist neben der regulären Legionsvexillation ein Numerus conlatus in Gholaia nachgewiesen. Geführt wurde beide Einheiten von dem damaligen Lagerkommandeur, dem Centurio Marcus Caecilius Felix. Auch hierzu existiert ein epigraphisches Zeugnis. Der Namen der hier „Legio III Augusta Pia Vindex Maximiniana“ genannten Truppe wurde offensichtlich schon kurz nach der Errichtung der Inschrift, im Zuge der gemeinsamen Ermordung des Kaisers Maximinus Thrax (235–238) und seines Sohnes Maximus Caesar auf obersten Befehl hin eradiert:
I(ovi) O(ptimo) M(aximo)

pro salute et incolumitate dd(ominorum) nn(ostrorum) Impp(eratorum)

C(ai) Iuli Veri Maximini Pii Felic(is) Aug(usti)

et C(ai) Iuli Veri Maximini n(obilissimi) C(aesaris)

vexill(atio) leg(ionis) III Aug(ustae) P(iae) V(indicis)

aram Cerei consecravit

M(arcus) Caecilius Felixs(!) |(centurio) leg(ionis) III Aug(ustae) P(iae) V(indicis) Maximinianae p(rae)p(ositus) vexill(ationis)

per vexillationem leg(ionis) III Aug(ustae) et numerum conlatum

fac(iendum) cur(avit)
Übersetzung: „Jupiter, dem Besten und Größten zum Heil und der Unversehrtheit unserer Imperatoren Gaius Julius Verus Maximinus Pius Felix, dem Erhabenen, und Gaius Julius Verus Maximinus, die hochedelen Caesaren, die Vexillation der Legio III Augusta Pia Vindex, die Treue, die Schützende hat den Altar der [Göttin] Ceres geweiht; Marcus Caecilius Felix, Centurio der Legio III Augusta Pia Vindex Maximiniana, Kommandeur der Vexillation, hat mit Hilfe der Vexillation der Legio III Augusta und des Numerus conlatus die Ausführung besorgt.“
Über die Stammeinheit des Numerus, über seine Zusammensetzung oder einzelne Persönlichkeiten ist nichts bekannt. Es bleibt auch im Verborgenen, wann er Quartier in Gholaia bezogen hat. Weder die umfangreichen Dokumente aus der Schreibstube des Kastells, noch weitere Bauinschriften nennen die Einheit.
Ein weiterer Centurio der eine Stifterinschrift hinterließ, ist Aurelius Varixen, dessen Cognomen unbekannt bleibt. Die Weihung wurde während der Grabungen von Rebuffat außerhalb des Tempels, eingemauert in dessen Westwand entdeckt. Der Tempel selbst befand sich südwestlich des Vicus.
Vanammoni Aug(usto) sac(rum)

Aurelius Varixen ordin(arius)

qui ex fortia et suff(ragio) vex(illationi)

profec(it) ex voto

a solo extruxit l(ibens) a(nimo)
Übersetzung: „Vanammon, dem Erhabenen, geweiht, Aurelius Varixen, Ordinarius, hat durch die Heldentaten und die Unterstützung der Vexillation [dieses Bauwerk] auf Grund eines Gelübtes von sich aus gerne errichtet.“
Der Altertumswissenschaftler Peter Riedlberger folgte Rebuffat in dessen Überlegungen, die ansonsten unbekannte Gottheit „Vanammon“ über die Berbersprachen zu erklären, so dass möglicherweise mit der Namensform „van-Ammon“ zu rechnen ist, was mit „Sohn des Ammon“ zu übersetzen wäre. „Ordinarius“ steht in dem hier geltenden Zusammenhang synonym für „Centurio“, wobei Einzelheiten zu dem antiken Gebrauch des Begriffes „Ordinarius“ in der Wissenschaft noch diskutiert werden.
Aufgrund ihrer Treue zu Kaiser Maximinus Thrax und dessen ihm loyal gebliebenen numidischen Statthalter Capelianus bei der Unterdrückung des Usurpators Gordian I. (238) ließ der nachfolgende Kaiser Gordian III. (238–244) die Legio III Augusta auflösen und den Namen der Legion zusätzlich von allen erreichbaren Inschriften eradieren. Die Auflösung dieses Großverbandes hatte fatale Folgen für die Sicherheit der tripolitanischen Südgrenze, die erst durch die Wiederaufstellung der Legion unter Kaiser Valerian (253–260) in den Jahren 253/254 n. Chr. erneut gesichert werden konnte. In der weiter oben bereits dokumentierten Inschrift von 248 n. Chr., während der Zeit, als die Legion nicht mehr bestand, wurde Gholaia nicht aufgegeben, sondern von dem aus der Ala Flavia Philippiana detachierten Decurio Gaius Julius Donatus geführt. Zwischen 238 und der Aufgabe des Kastells um 259/263 blieb es nach Rebuffat die Praxis, dass Decurionen nun eine vexillatio Golensis genannte Truppe in Kompaniestärke führten.

#### Grenzschutzkommandeure der Vexillatio Legionis III Augustae in Gholaia (201–238)
| Name                         | Rang                                             | Zeitstellung                                                                                             | Bemerkung |
| ---------------------------- | ------------------------------------------------ | --- | --- |
| G(aius) Julius Dignus        | Centurio                                         | genannt 201                                                                                              | errichtete am Ankunftstag in Bu Njem einen Weihealtar für den Schutzgeist von Gholaia                            |
| Q(uintus) Avidius Quintianus | Centurio?                                        | eine Inschrift datierbar zwischen dem 10. Dezember 202 und dem 9. Dezember 203; höchstwahrscheinlich 203 | ließ in der Abwesenheit der Vexillation das Militärbad errichten                                                 |
| Tullius Romulus              | Centurio ex maioriario praepositus vexillationis | zwei Inschriften, eine datierbar zwischen 205 und 209                                                    | ließ eine Weiheinschrift an den zurückführenden Jupiter Hammon aufstellen                                        |
| M(arcus) Porcius Iasucthanus | Centurio                                         | Frühjahr 222                                                                                             | ließ ein verfallenes Lagertor wiedererrichten; kam nach seiner Zeit in Gholaia wieder nach Lambaesis in Garnison |
| T(itus) Flavius Apronianus   | Centurio                                         | 225 | weihte einen neuen Marstempel ein                                                                                |
| M(arcus) Caecilius Felix     | Centurio                                         | eine Inschrift datierbar zwischen 235 und 238                                                            | weihte Ceres einen Altar                                                                                         |
| Aurelius Varixen             | Centurio ordinarius                              | zeitlich nicht näher zuzuordnen (205–238)                                                                | weihte einen Tempel für Vanammon                                                                                 |
| Vicrius Verus                | Centurio                                         | zeitlich nicht näher zuzuordnen (205–238)                                                                | erhalten blieb ein Inschriftenfragment                                                                           |

#### Grenzschutzkommandeure der Vexillatio Gholensis in Gholaia (238–259/263)
| Name                   | Rang                   | Zeitstellung                                                        | Bemerkung |
| ---------------------- | ---------------------- | ------------------------------------------------------------------- | --- |
| G(aius) Julius Donatus | Decurio, Praefectus    | genannt 248                                                         | Bauinschrift am Fahnenheiligtum: Decurio der Ala Flavia Philippiana, Präfekt und Befehlshaber der gholensischen Vexillation                                                                                  |
| Manilius Florus        | (Decurio), Praepositus | wahrscheinlich unter Valerian (253–260), nach Rebuffat „August 254“ | richtete eine Schreiben über eine Lieferung an den Statthalter Pu… |
| Octavius Festus        | Decurio, Praepositus   | genannt im Januar 259                                               | Der Kommandeur wird auf mehreren Frachtbriefen genannt. |
| Julius Vitalis         | Decurio                | Datum unbekannt                                                     | genannt auf einem Weihealtar aus dem Stabsgebäude |
| Aurelius Secundus      | Decurio                | Datum unbekannt                                                     | Der Name ist auf einem dienstlichen Schreiben überliefert: „Dem Decurio Aurelius Secundus einen Gruß von Licinius Fortunatus.“                                                                               |
| Julius                 | Decurio, Praepositus   | Datum unbekannt                                                     | Ein Namensteil ist auf einem dienstlichen Schreiben überliefert: „Dem [Decurio] Julius …, meinem Vorgesetzten …“                                                                                             |
| Cornelius …iolus       | Decurio, Praepositus   | Datum unbekannt                                                     | Zugehörigkeit zur Garnison wahrscheinlich. Ein Namensteil ist auf einem dienstlichen Schreiben überliefert.                                                                                                  |
| Atilius Iobenal        | Decurio, Praepositus   | Datum unbekannt                                                     | Zugehörigkeit zur Garnison wahrscheinlich. Der Name ist auf einem dienstlichen Schreiben überliefert: „Dem Decurio Atilius Iobenal, … Vorgesetzten, (entbiete ich), der Decurio …nius Saturninus, den Gruß.“ |
| …nius Saturninus       | Decurio                | Datum unbekannt                                                     | Kann auch ein garnisonsfremder Decurio sein. Das Namesfragment ist auf dem oben genannten dienstlichen Schreiben überliefert.                                                                                |
| Terentius              | Decurio                | Datum unbekannt                                                     | Kann auch ein garnisonsfremder Decurio sein. Das Namesfragment ist auf zwei dienstlichen Schreiben überliefert: „Terentius … und Decurio …“                                                                  |

Durch den Austausch von dienstlichen Befehlen wurden Angehörige der im Kastell Secedi liegenden Cohors VIII Fida nach Gholaia beordert. Das Schreiben, das der die Kohorte kommandierende Decurio Pomponius Silvanus zu diesem Anlass ausstellte, zeigt, dass neben dem Ausstellungstag in Secedi bei der Ankunft in Gholaia ein Empfangsvermerk mit Datum notiert wurde.

#### Kommandeure der Cohors VIII Fida in Secedi
| Name               | Rang    | Zeitstellung                                                         | Bemerkung                                                  |
| ------------------ | ------- | -------------------------------------------------------------------- | ---------------------------------------------------------- |
| Pomponius Silvanus | Decurio | 253 bis 259 (Ausstellungstag: 24. April; Empfangsvermerk: 27. April) | Der Name ist durch zwei dienstliche Schreiben überliefert: |

### Unteroffiziere und Mannschaften
Auch einzelne Soldaten haben sichtbare Spuren in Gholaia hinterlassen. So fand sich im Militärbad eine aus Gips erstellte Tabula ansata, auf die eine Restaurierungsinschrift aufgemalt worden war. Beide „Griffe“ der Tafel zeigten jeweils separat die Worte „numina invicta“ (unbesiegte Gottheiten), auf die Tafel selbst war folgender fehlerhafter Text geschrieben:
Iunius Amicus

(sesquiplicarius) qui e(t) lbirarius [= librarius]

pregolem [= priorem] labarclum [= lavacrum] ex parte restituit

cum omne numerum militum
Übersetzung: „Iunius Amicus, Sesquiplicarius [Unteroffizier mit 1,5-fachen Sold] als auch Schreiber, hat das frühere Bad zum Teil restauriert mit der Gesamtzahl an Soldaten.“
Daneben blieben durch Steininschriften Namen gemeiner Soldaten erhalten, wie der des miles Titus Julius Crisontianus.
Auch über Ostraka sind etliche Namen einzelner Grenzschützer überliefert. Als Beispiel einer Morgenmeldung sei folgendes Dokument im Anschluss aufgeführt:
VIIII Ka(lenda)s Ian(uarias) n(umerus) LVII

in his librarius I

optio I

(proculcator I) [durchgestrichen]

|(equites) VIII

quintanari(i) XXII

de spec(u)lis I

ad porta(m) I

ad p(rae)p(ositum) I

structor I

(a)egri III

Sulpicius Donatus

Titus Buzuris

Aurelius Rufus

ad virgas I

religui [=reliqui] repungent(ur) XVII

fur(n)us XV

(balneus) II
Übersetzung:
„24. Dezember, Anzahl [der Soldaten]: 57,
darunter: Schreiber 1,
Optio 1,
Aufklärer 1,
Kavalleristen 8,
beim Exerzieren 22,
auf dem Wachturm 1,
am Tor 1,
beim Kommandanten 1,
Bauarbeiter 1;
Kranke 3:
– Sulpicius Donatus,
– Titus Buzuris,
– Aurelius Rufus;
beim Auspeitschen 1;
die Übrigen werden wiedermarkiert 17:
am Ofen 15,
im Bad 2.“
Marichal untersuchte den in den Listen vielfach verwendeten Begriff reliqui repungent und kam zu dem Schluss, dass dieser als reliqui repungentur zu lesen sei. In seiner ausführlichen Besprechung erklärte er, dass der Begriff repungentur am besten mit pointer à nouveau oder marquer à nouveau zu übersetzen sei. Neben dem nur kurzfristig für die Morgenmeldung genutzten Wegwerfprodukt „Ostraka“, gab es noch dauerhafter eingesetzte, umfassende Mannschaftslisten aus Papyrus oder Holz, auf denen vor all jene Soldaten ein Punkt gesetzt wurde, die dem Kommandanten für den jeweiligen Tag zur freien Verfügung standen und die somit keine besonderen Aufgaben leisten mussten. Dieser Schlussfolgerung Marichals folgte auch der Schweizer Althistoriker Michael Alexander Speidel, der unter anderem hervorhob, dass die von der römischen Truppenverwaltung genutzten Regularien zwar noch nicht an die maßgebend gesteuerten Reglements neuzeitlicher Armeen heranreichen, aber dennoch festgestellt werden kann, dass die überprüfbaren Unterschiede bei den aus verschiedenen Reichsteilen stammenden römischen Dokumenten militärischer Dienststellen „über Raum und Zeit hinweg erstaunlich gering“ sind.

## Die Ostraka aus Gholaia
Ein bedeutender Fundkomplex war die große Anzahl an militärischen Aufzeichnungen, die auf Ostraka geschrieben waren. Die in und um das Stabsgebäude herum geborgenen Scherben geben wichtige Hinweise auf die letzten Phase der militärischen Besatzung in Gholaia. Die Mehrheit der Ostraka lag in einer Deponie an der äußeren Südwand des Gebäudes, nahe dem Skriptorium, andere kamen an mehreren Orten innerhalb der Principia zutage. Diese letztgenannte Gruppe der Aufzeichnungen steht für die letzten aktuellen Ostraka, die im Stabsgebäude der Einheit aufbewahrt wurden, bevor das Kastell aufgegeben wurde. Es war offenbar Praxis, die Tag für Tag in den Listen aufgezeichneten Tagesberichte des Grenzschutzkommandos sowie Dienstkorrespondenzen, die wohl jedes Jahr in die Tausende gingen, nach einer gewissen Ablauffrist wegzuwerfen. Südwestlich der Fortifikation befindet sich eine riesige Müllhalde. Dort wurden bereits einige wenige weitere Ostraka geborgen. Die Ostraka aus Gholaia verdeutlichen die Organisation des Limes Tripolitanus und bieten vielseitige Kenntnisse zu den Soldaten und Offizieren. Dazu gehören auch die Lebensumstände und der Alltag am Garnisonsort. So gehörte es zu den Aufgaben der Grenzschützer, einreisende Barbaren zu kontrollieren und sie mit Begleitbriefen auszustatten.
Die lateinische Sprache, wie sie auf vielen Ostraka wiedergegeben wird, unterscheidet sich nicht von der, die der einfache römische Soldat in Syrien oder Ägypten geschrieben hat. Es ist eine Form des sogenannten „Vulgärlateins“, das in Gholaia vielleicht einen Hauch des alten punischen Akzents erkennen lässt. Wo auch immer „o“ und „u“ auftreten, herrscht beim Schriftanwender vielfach vollständige Verwirrung. Es zeigt sich, dass die sprachliche Romanisierung in den südlichen Provinzen des hohen Prinzipats noch sehr aufgesetzt wirkt. Dort, wo der möglicherweise gut ausgebildete Librarius (Schreiber) einer Schreibstube, die meist eh festgelegten dienstlichen Begriffe ganz richtig schrieb, verwendete der einfache Soldat, der auf kleinem Posten Dienst tat, offenbar eine so rudimentäre Sprache, wie dies seine Schrift verdeutlicht. Er sagte „bice piciparis“ anstelle von „vice principalis“, „bone“ für „bene“ und „Propositus“ für „Praepositus“, dem Dienstgrad seines Garnisonskommandeurs, dessen Rang er eigentlich gekannt haben sollte. Einer von ihnen schrieb:
[…]

salutem a Gem-

inio Crescente

un(um) asinu(m) cuis [=quis] n-

obis at(t)ulisti Bar-

las decimu(m) Cal(endas) [=Kalendas]

emit asinu(m) va-

lias [=valeas] opto te

bene vale-

re
Übersetzung: „… Grüße von Geminius Crescentus, ein Esel wer (sic!) du uns gebracht hast, Barlas hat am Zehnten den Esel gekauft, lebe Wohl, ich wünsche dir allzeit Gesundheit.“
Marichal fragte sich, ob dem Mann überhaupt bewusst gewesen ist, was das richtig geschriebene „valeas“ bedeutete. Der Altphilologe meinte, dass das schon kein Vulgärlatein mehr sei, sondern so etwas wie das Pseudo-Sabir, mit dem der Sprachforscher Pierre Perego in den 1960er Jahren das Französische der Araber im Maghreb kennzeichnete. Es sei der eindimensionale Versuch einer Sprechergruppe, der Sprache mit dem höheren sozialen Nimbus nachzueifern, einer Art kreolischem Latein. Der Sprachwissenschaftler Johannes Kramer folgte dagegen in seiner Auffassung den Überlegungen des klassische Philologen James Noel Adams, dass es sich bei den Briefeschreibern um Afrikaner handelte, die zwar Latein als Zweitsprache gelernt hatten, jedoch keine fließenden Kenntnisse besaßen.

## Weiteres Fundgut
Metall blieb im afrikanischen Klima, das um Gholaia herrscht, nur schlecht erhalten. Daher hatte es auch Rebuffat schwer, Münzen zu entdecken. Als Zeugnisse der Zeit nach Aufgabe des Ortes als Garnison sind wenige Prägungen des Claudius Gothicus (268–270), Diokletians (284–305) und Konstantin II. (337–340) erhalten.

## Fundverbleib
Viele Funde, wie die Steindenkmäler, befinden sich heute im Leptis Magna Museum in Leptis Magna.